# 丹後ちりめん回廊

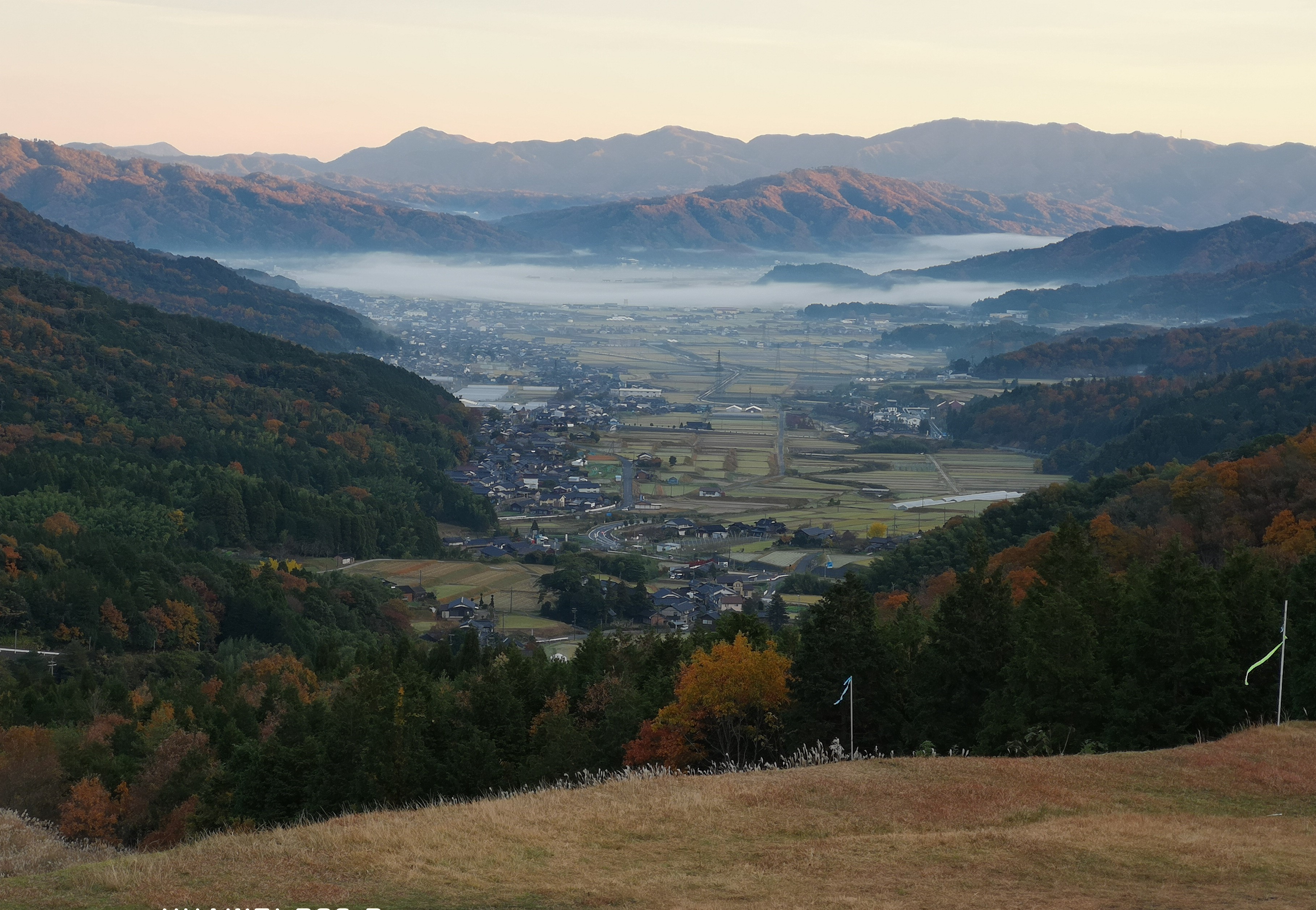
丹後地方の玄関口・与謝峠から見下ろした加悦谷（与謝野町）

丹後ちりめん回廊（たんごちりめんかいろう）は、京都府北部の丹後地方の伝統産業であるちりめん産業と、それをとりまく文化、史跡、産物等48項目で構成された文化財の総称。
2017年4月、文化庁により、地域の歴史的魅力や特色を通じて日本の文化・伝統を語るストーリー「日本遺産」に認定された。京都府内では、「日本茶800年の歴史散歩」「鎮守府 横須賀・呉・佐世保・舞鶴」に続いて3件目の認定となった。

## 経緯
当初、京都府は天橋立の日本遺産認定を目指していたが、2年連続で落選。そこで、3年目の申請では丹後半島全域に範囲を広げ、300年の歴史がある伝統産業の「丹後ちりめん」を主軸に「丹後ちりめん回廊」としてストーリーを構成し、申請を行った。
国内で流通する着物地のおよそ6割を生産している丹後地方は、全国屈指の絹織物産地である。登録では、日本の和装文化を支える丹後ちりめんのほか、ちりめん問屋の街並みや旧家、工場などの建物群、丹後ちりめんの出荷に利用された旧加悦鉄道の2号機関車、民謡や特産品の菓子など、丹後地方の文化、史跡、産物などが総合的に評価された。

## 構成文化財一覧

### 全域
- 丹後ちりめん … 1720年（享保5年）に、峰山の絹屋佐平治が京都西陣から門外不出とされたお召ちりめんの技術を秘かに学びとり、故郷に持ち帰って改良したのが発祥とされる。一方、1722年（享保7年）には、加悦谷の手米屋小右衛門、山本屋佐兵衛、木綿屋六右衛門が3人で協力してやはり西陣から技術を持ち帰っているが、絹屋佐平治との関連はなく、加悦谷の丹後ちりめんはこちらが発祥である。この4人が、丹後ちりめんの創業者とされている。
- 八丁撚糸機（はっちょうねんしき） … 丹後ちりめん最大の特徴である「シボ」（細かい凸凹）を生み出すため、水を注ぎながら生糸に撚（よ）りを掛ける機具[6]。全国にも類のない丹後地方独自の撚糸機であるといわれる。最大の特徴は、上部の大きな太鼓型ドラムと下の小さな糸管との円周差により、上のドラム一回転で下の糸管が高速で50周以上回転するところにある。絹糸は水に濡れると強度が増す特徴があるため、水をかけながらこの撚糸機にかけることにより、生糸1メートルあたり3000 - 4000回の強い撚りをかけ、シボのもととなる緯糸を作り出すことができる。
- 丹後ばら寿司（ばらずし） … 焼き鯖のおぼろを用いるのが特徴の郷土料理[7]。現在では、サバ缶を用いて調理するのが一般的となっている。丹後地方では、一般に「ばらずし」と称する。

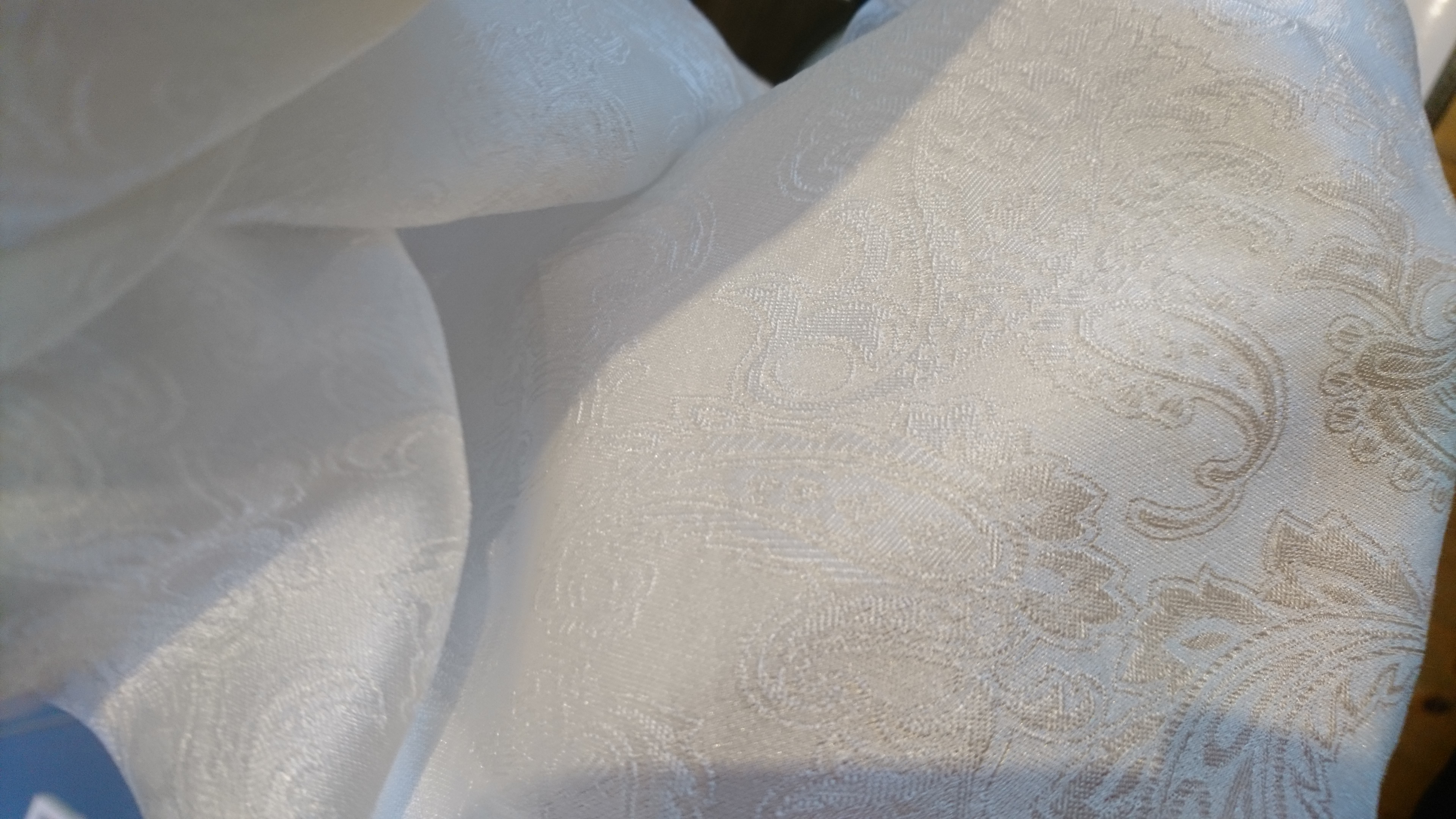
丹後ちりめんの後染め織物の布地（ジャカード織）
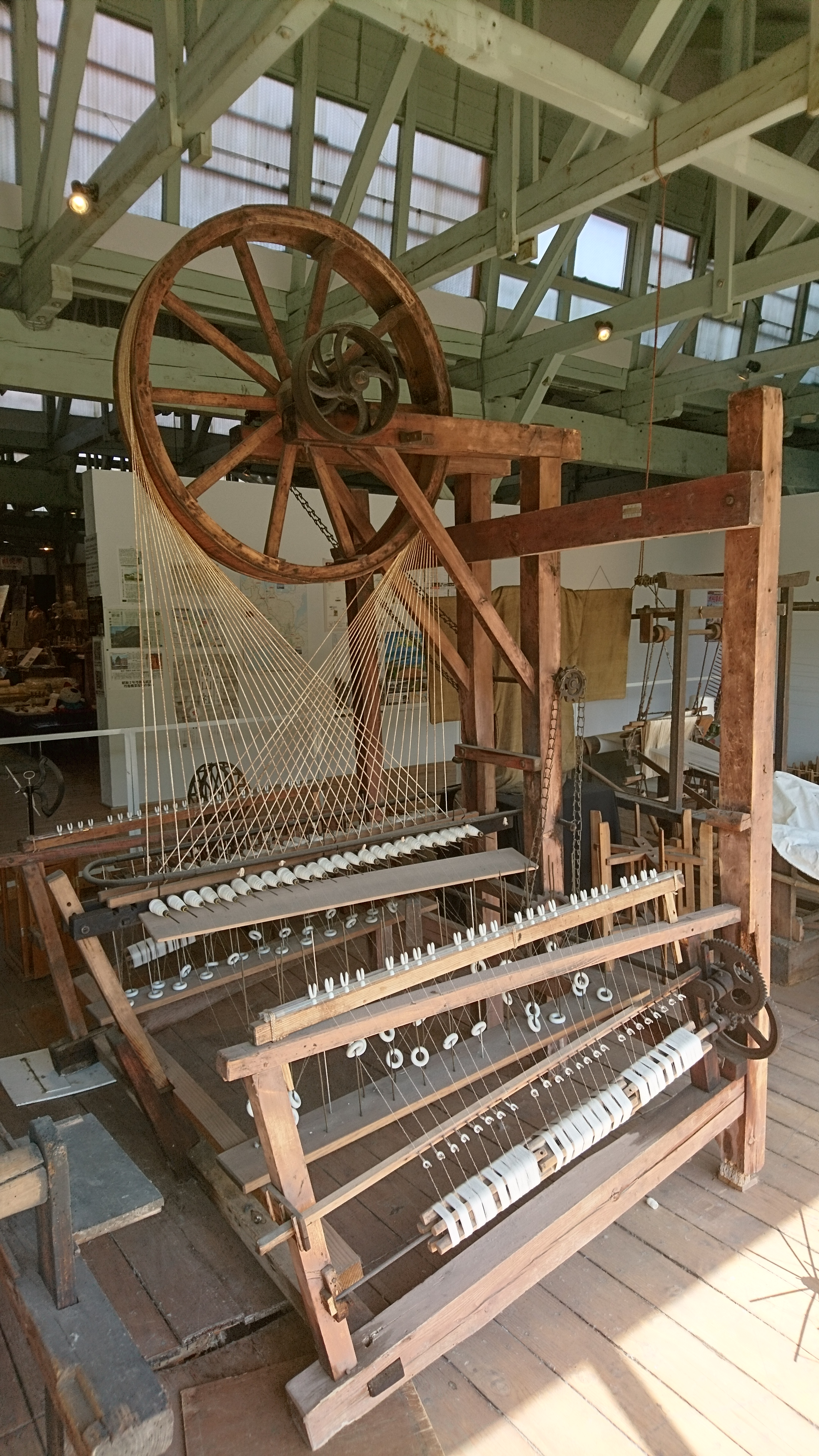
八丁撚糸機（丹後ちりめん歴史館 展示）
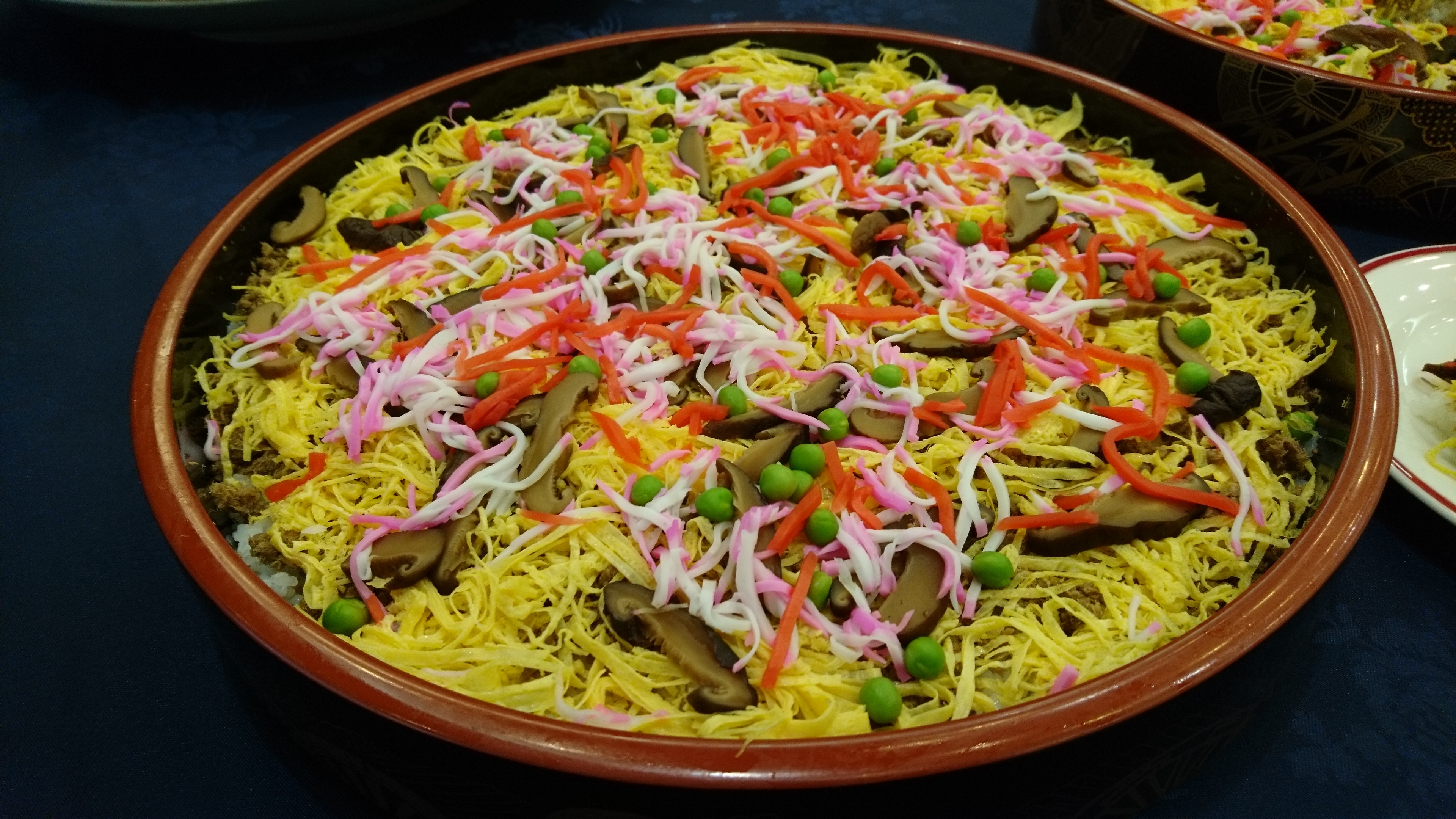
丹後ばら寿司

### 京丹後市（旧峰山町・旧大宮町・旧網野町・旧丹後町・旧弥栄町・旧久美浜町）
京丹後市では、発祥の地である旧峰山町をはじめ4町の文化財が登録された。
- 絁（あしぎぬ）の碑 … 奈良県の正倉院に、739年（天平11年）に丹後地方から送られた絁が保存されていることから建てられた顕彰碑。丹後ちりめんの発展を祈願する顕彰祭が行われる。（弥栄町鳥取）
- 禅定寺（ぜんじょうじ） … 絹屋佐平治によって最初に織られた丹後ちりめん「縮み布」が奉納され、現在も保管されている。（峰山町小西）
- 常立寺（じょうりゅうじ） … 丹後ちりめんの創業者・絹屋佐平治（のちの森田治郎兵衛）の墓碑があり、現在もその功績をたたえる慰霊祭が行われる。（峰山町吉原）
- 金刀比羅神社（ことひらじんじゃ） … 丹後ちりめんの繁栄で支えられた峰山藩の藩主・京極家が創建した。広大な神域と多くの社殿群を有し、境内にある神社のひとつ木島神社（このしまじんじゃ）には、養蚕の大敵であるネズミを退治する狛猫が置かれ、全国的に見ても珍しいものとされている。（峰山町泉）
- 丹後織物工業組合中央加工場 … 当初は精錬前に出荷していた丹後ちりめんだが、昭和初期になって地元で精練と検査を行う国練（くにねり）検査制度が始まり、以後、精練・検品を経て丹後ちりめんとして出荷している工場。（大宮町河辺）
- 足米（あしよね）機業場 … 昭和初期の織物工場特有の、ノコギリ型の三角屋根の建物が残る。（網野町島津）
- 網野・弥栄の機屋の町並み … 丹後ちりめんは、ごく近年まで多くが一般の住宅にきわめて小規模な機場を併設した家内工業的な形態で生産され、その技術は親から子へと伝えられてきた。網野町浅茂川や弥栄町和田野地区には、こうした機屋（はたや）が点在している。
- 丹後ちりめん小唄 … 1935年（昭和10年）に、丹後ちりめんの宣伝用に創作された。お座敷唄としても唄われる。
- 京丹後ちりめん祭 … 約70年つづく（2018年で68回目）、丹後ちりめんの魅力を発信し、体感してもらうのが目的の祭典。ちりめん・帯などのレンタル着付けや展示即売を行う呉楽市のほか、きものファッションショーなどのステージショー、丹後の山海の幸を味わうことができる「うまいもん市」などが開かれ、誰でも参加できる。
- 吉村商店 … 明治・大正期に峰山町の近代化に大きく貢献した機業家の本家で、現在も営業している[7]。屋号は「丹後屋」。3代目及び4代目吉村伊助の頃に栄華を極め、「縮緬王」と謳われた。
- 吉村家別荘（桜山荘） … 大正時代に建てられ、かつては商談などにも使用された吉村商店の別荘地。与謝野鉄幹・晶子夫妻も訪れ、書画を残した[7]。
- 蠶織神社（こおりじんじゃ） … 網野神社の境内社で、織物と養蚕の神を祀る[7]。社名は大正天皇の皇后である貞明皇后の言葉に由来し、皇室に縁ある証として社紋には菊と桐があしらわれている[9]。

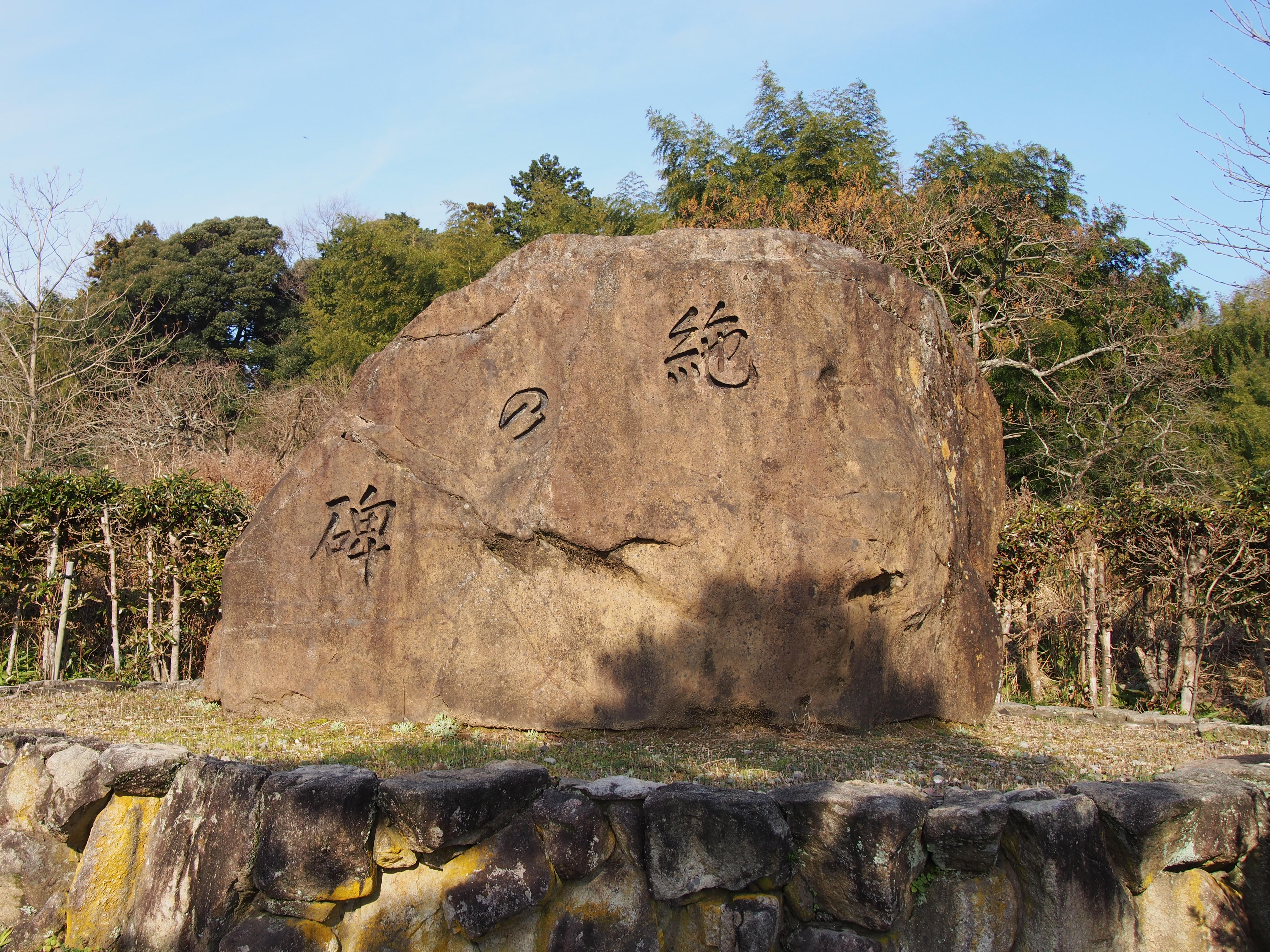
絁（あしぎぬ）の碑
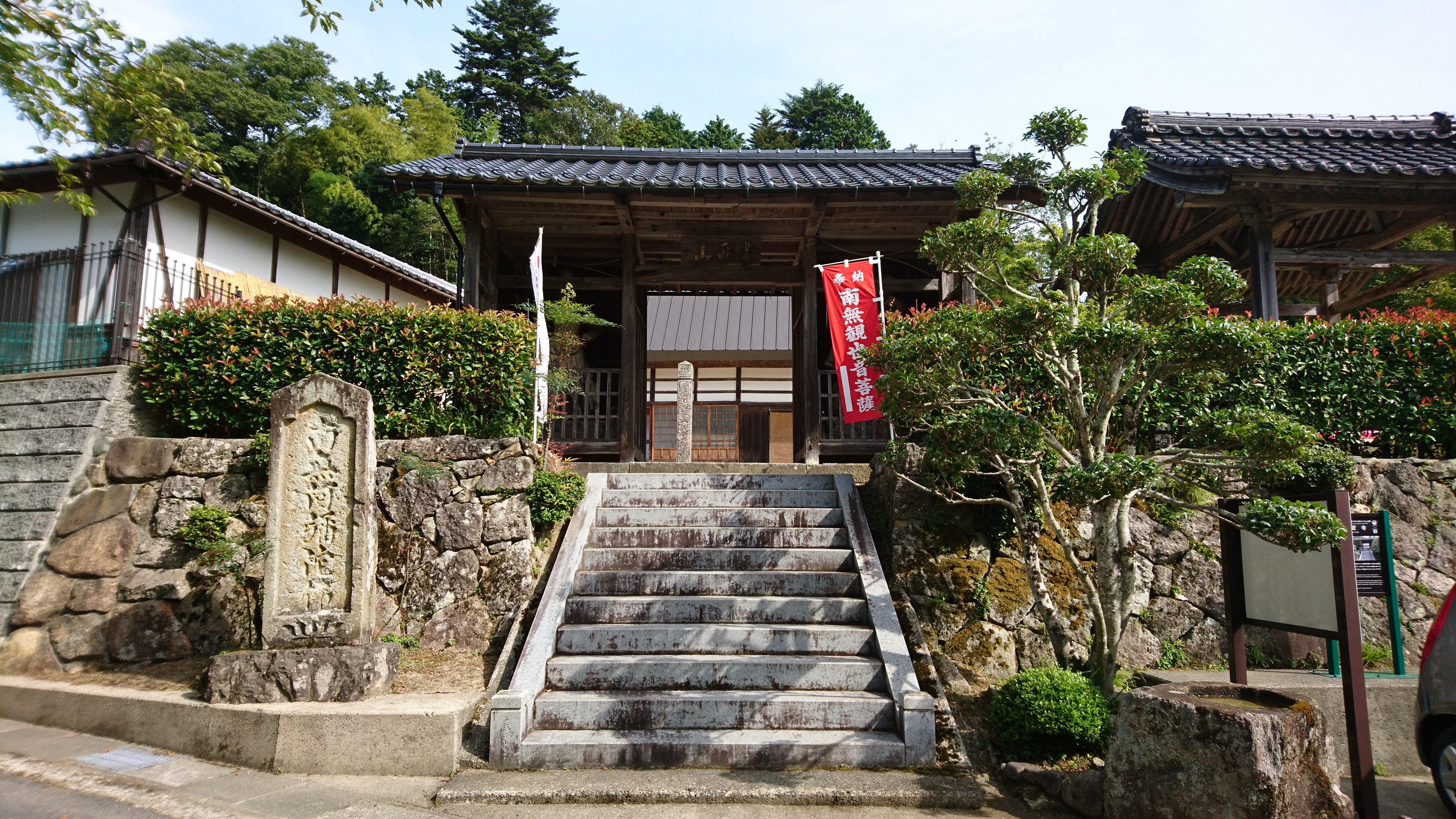
禅定寺
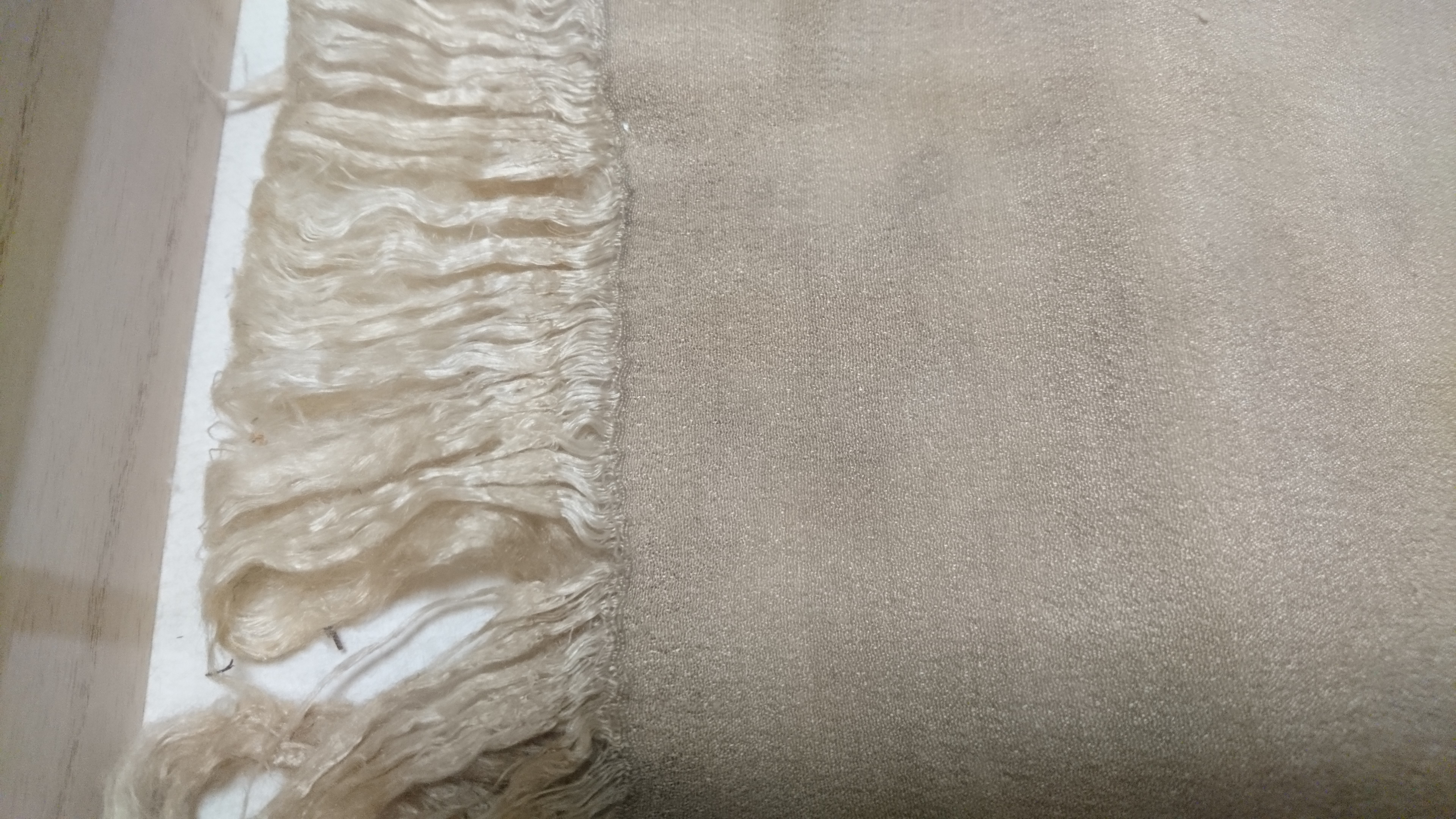
1720年（享保5年）、絹屋佐平治が創織した「丹後ちりめん」（禅定寺寺宝）
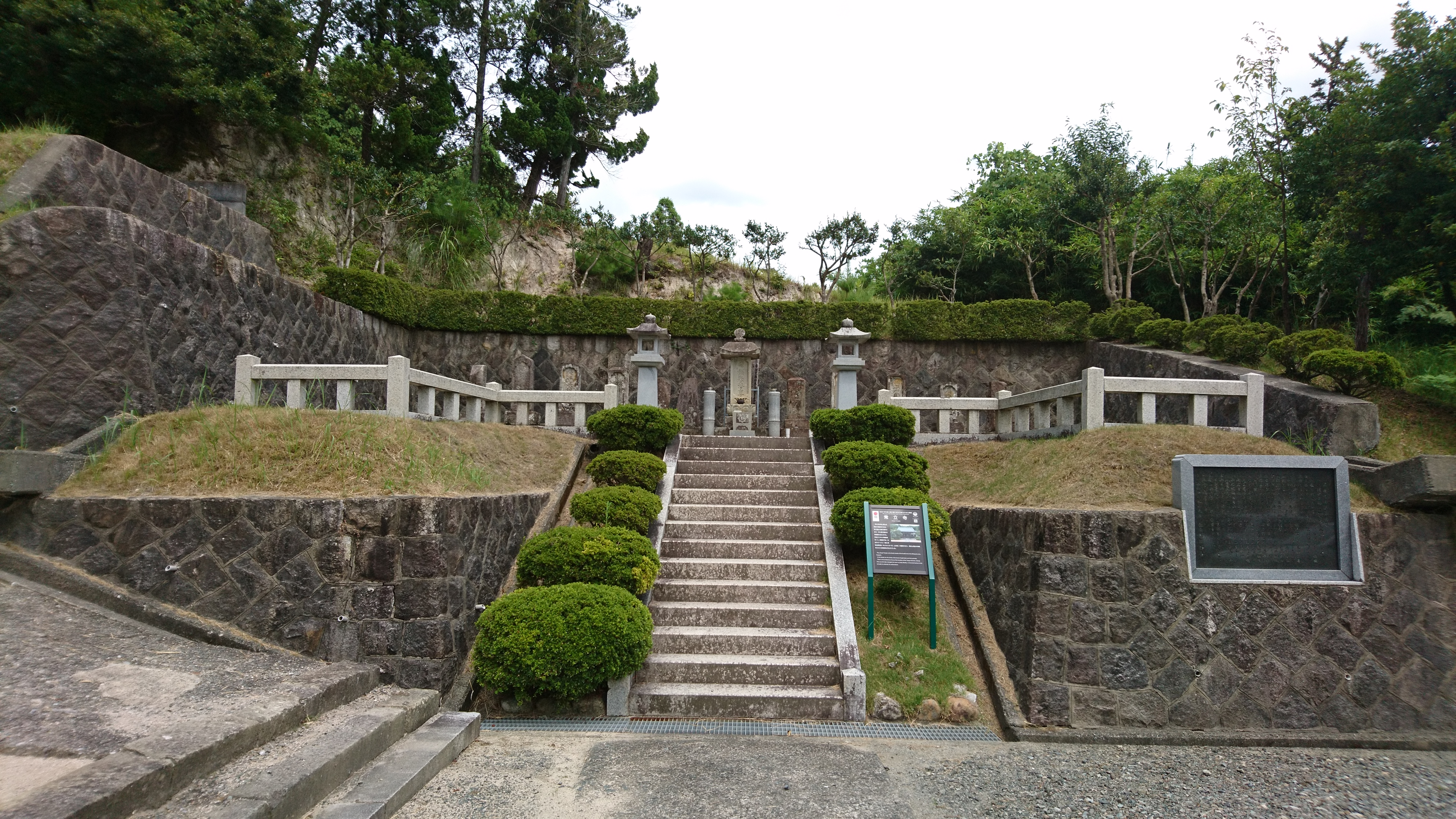
常立寺にある森田治郎兵衛の墓
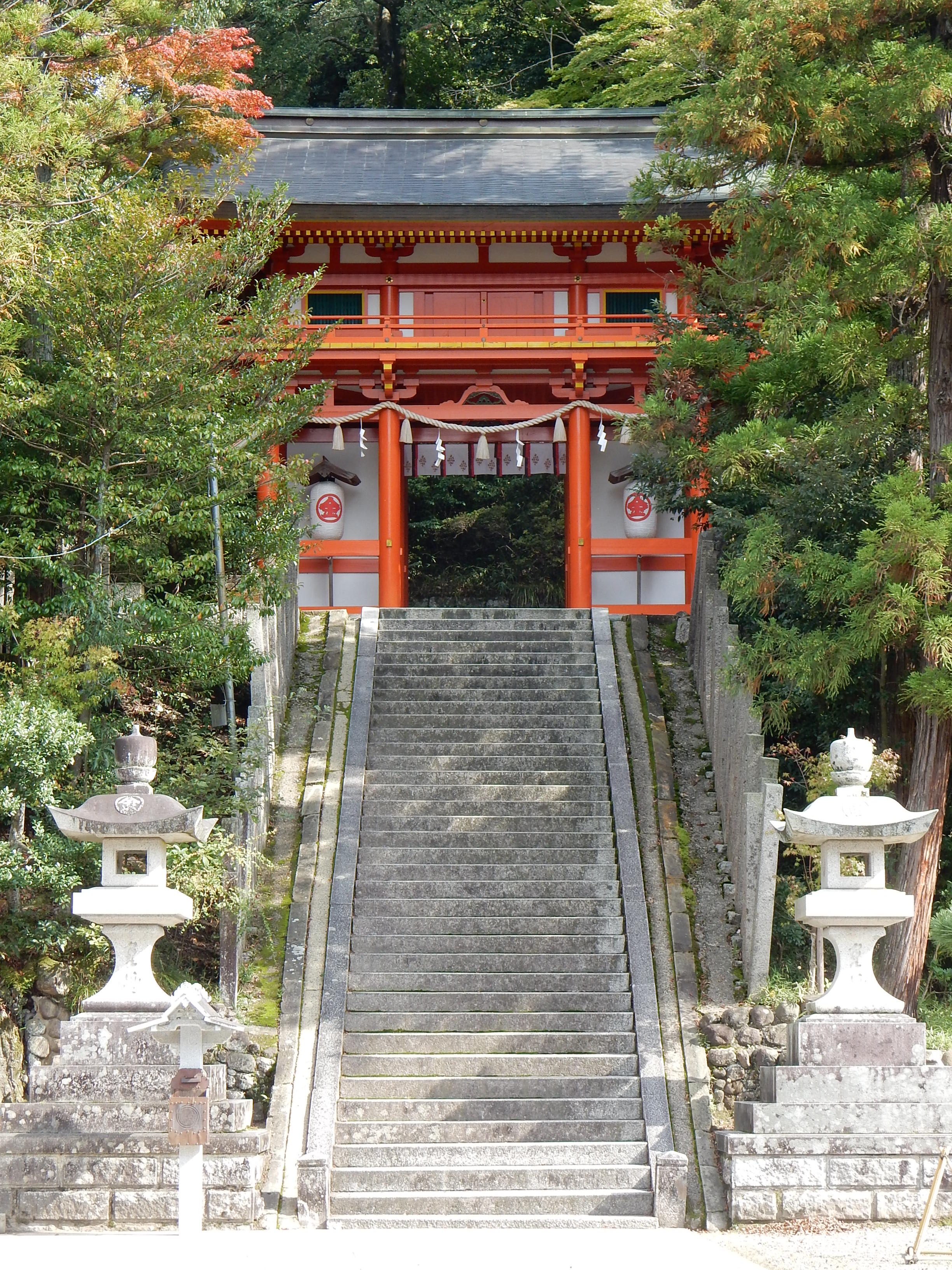
金刀比羅神社
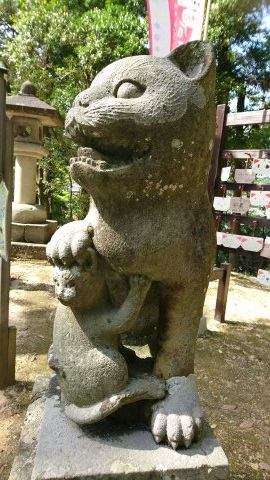
木島神社の狛猫
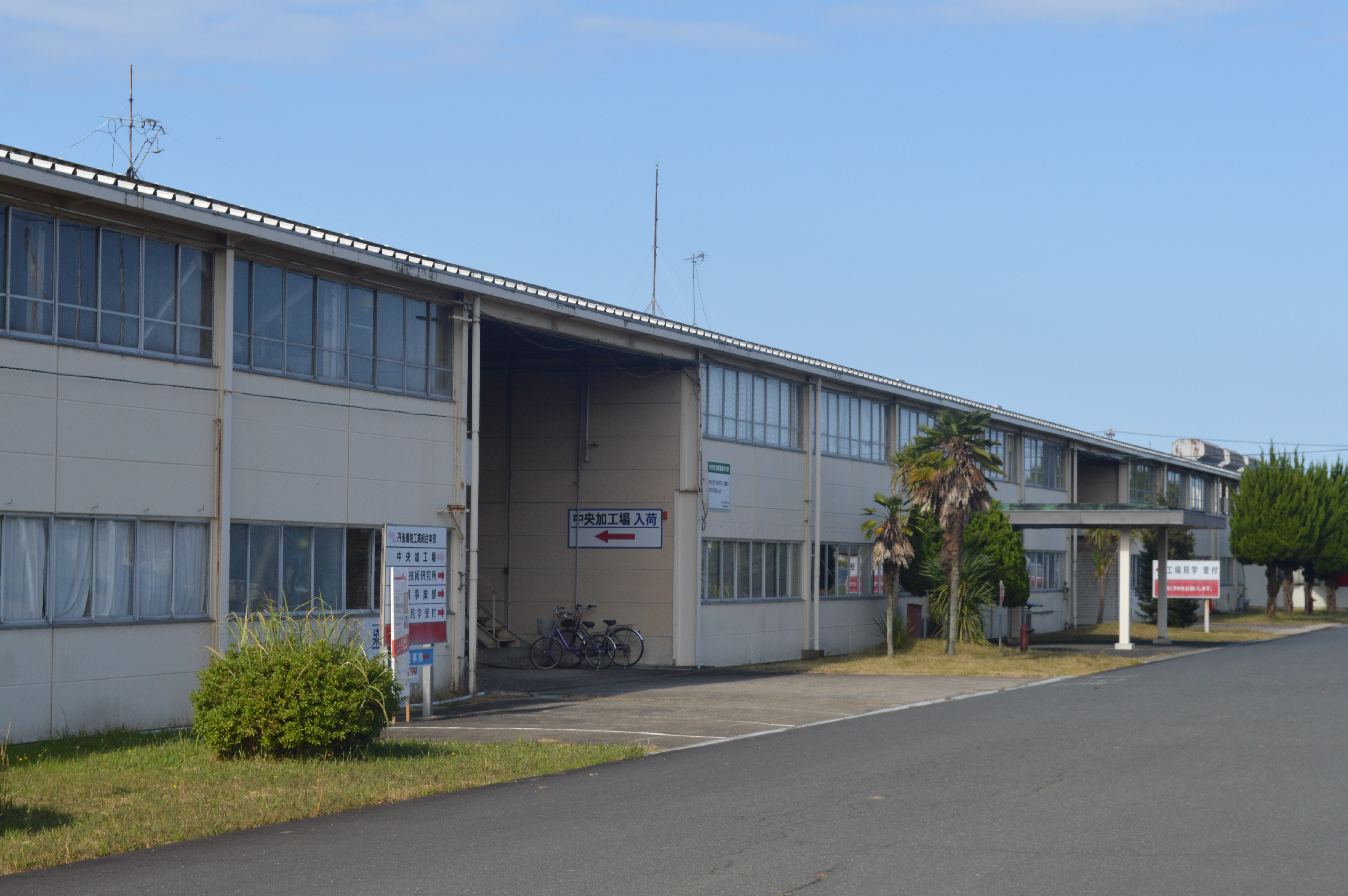
丹後織物工業組合中央加工場
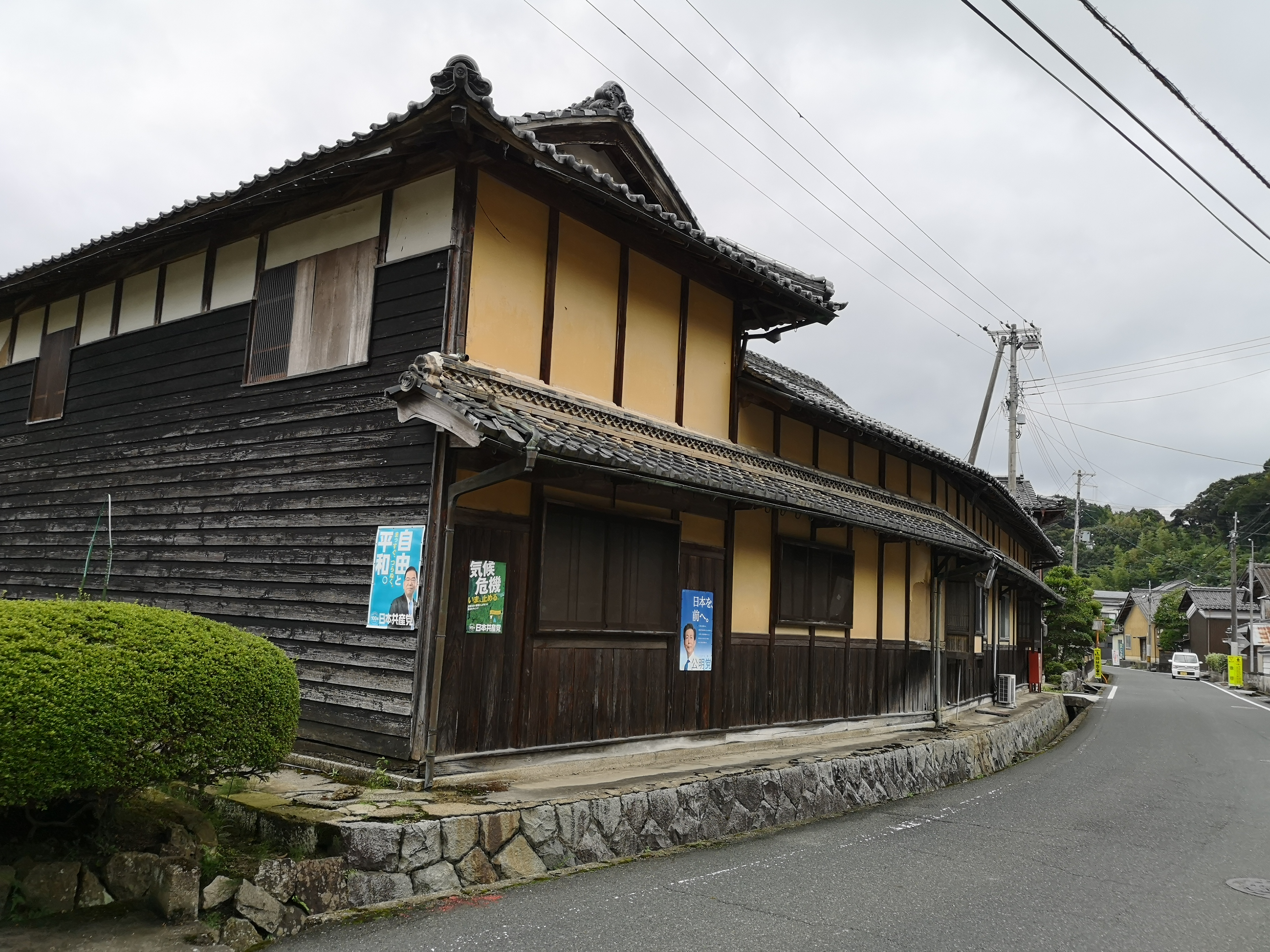
網野・弥栄の機屋の町並み
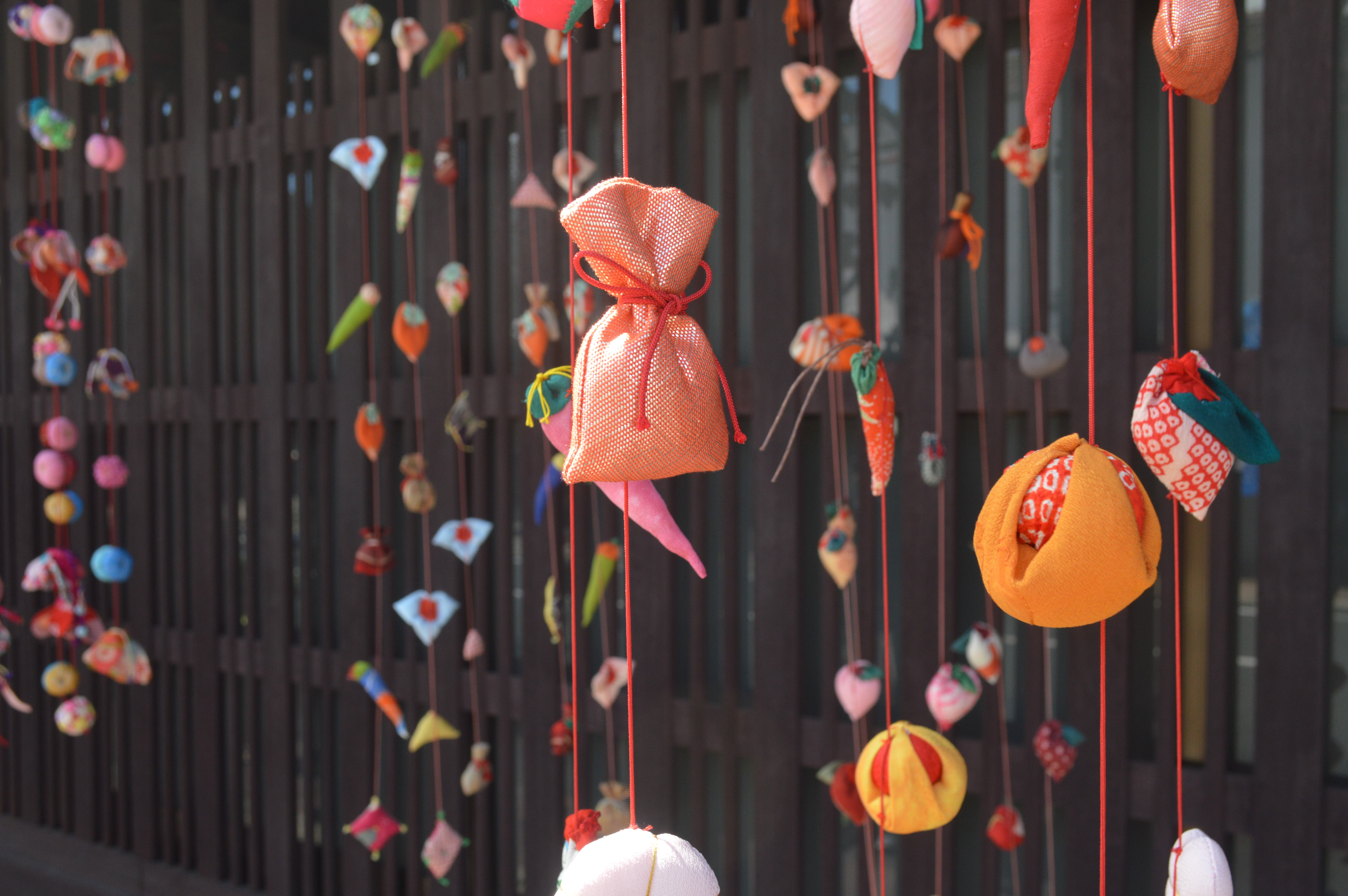
吉村商店のつるし飾り
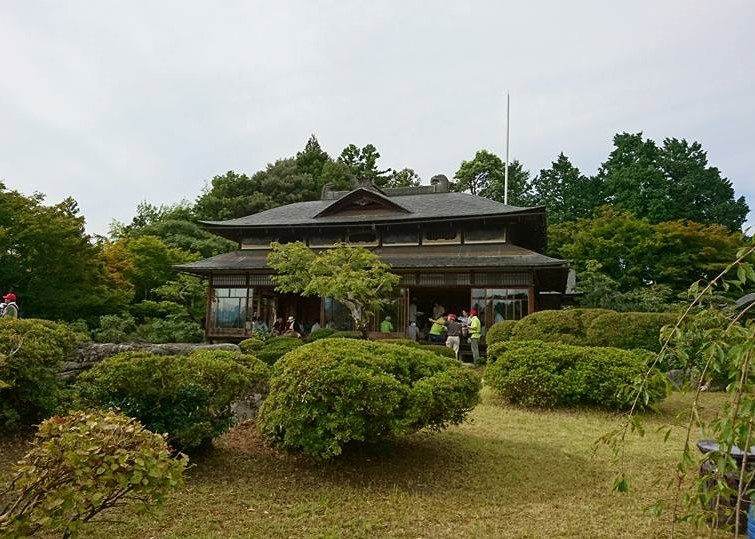
吉村家の別荘「桜山荘」

### 与謝野町（旧加悦町・旧野田川町・旧岩滝町）
与謝野町では、おもに、発祥の地である加悦谷地域（旧加悦町・旧野田川町）の文化財が登録された。

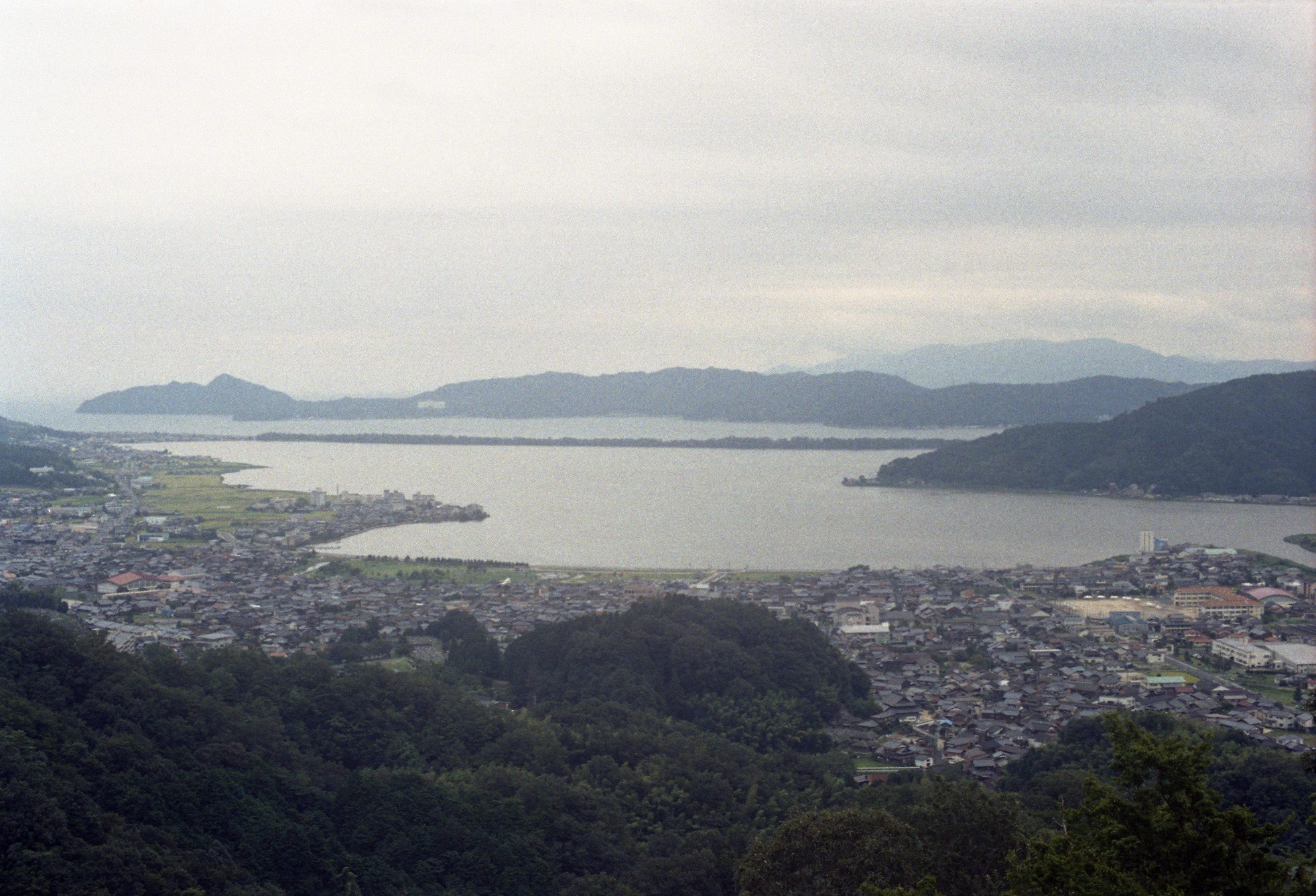
大内峠一字観公園 … 与謝野鉄幹、与謝野晶子が和歌に詠んだ天橋立の北側の眺望地で、天橋立を横一文字に観ることができる。バーベキューができるキャンプ場やテントサイト、宿泊可能なコテージなどを備える。
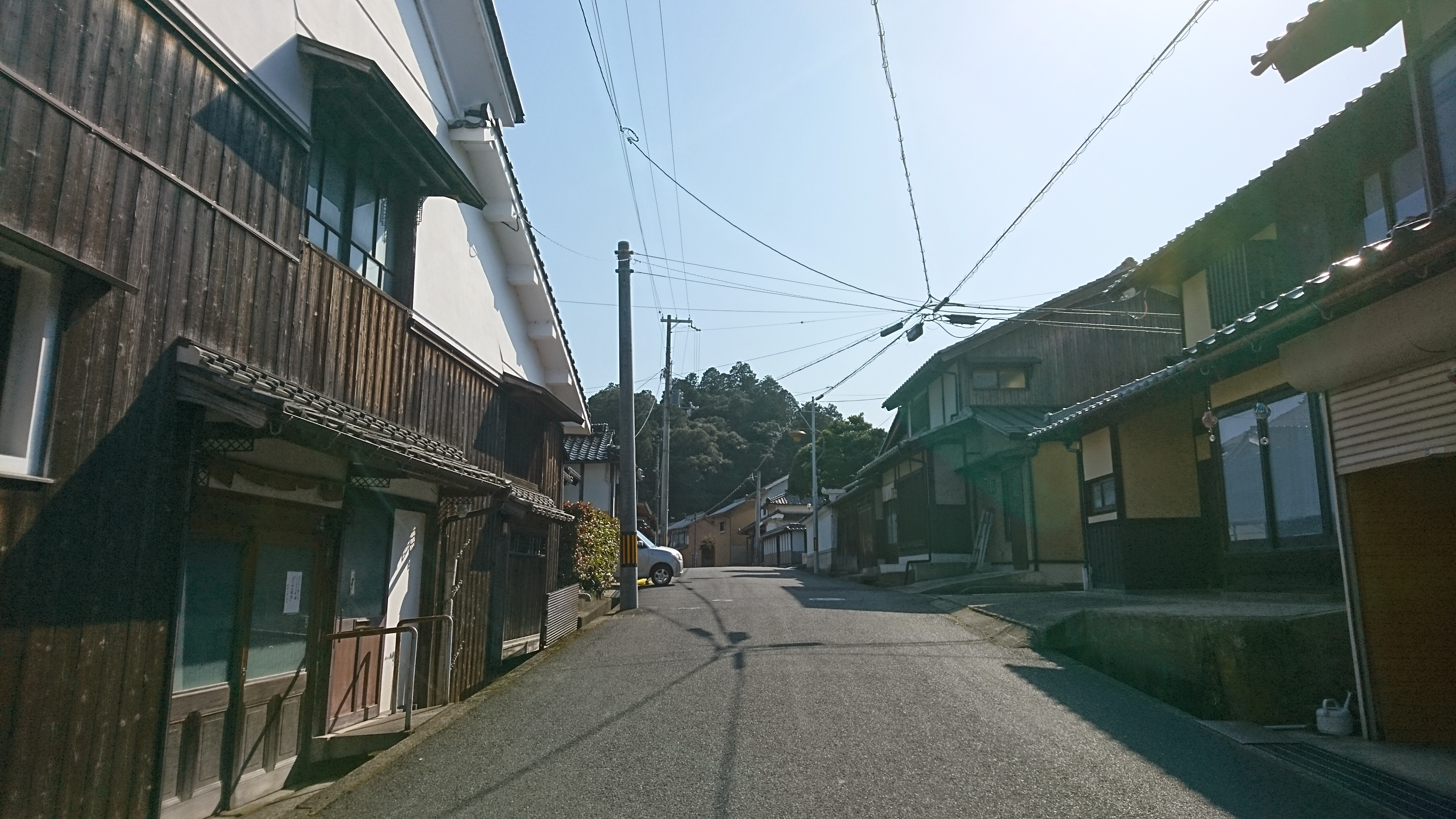
ちりめんの道の機屋の町並み … 与謝野町を流れる 野田川 (京都府) 西岸に多い、丹後ちりめんの家内工業を行う機屋の町並み。
- ちりめん街道 … 丹後ちりめんの物流拠点として栄えた町並みが残る、与謝野町加悦伝統的建造物群保存地区の通称。同保存地区は国の重要伝統的建造物群保存地区（以下「重伝建地区」という）として選定されている。
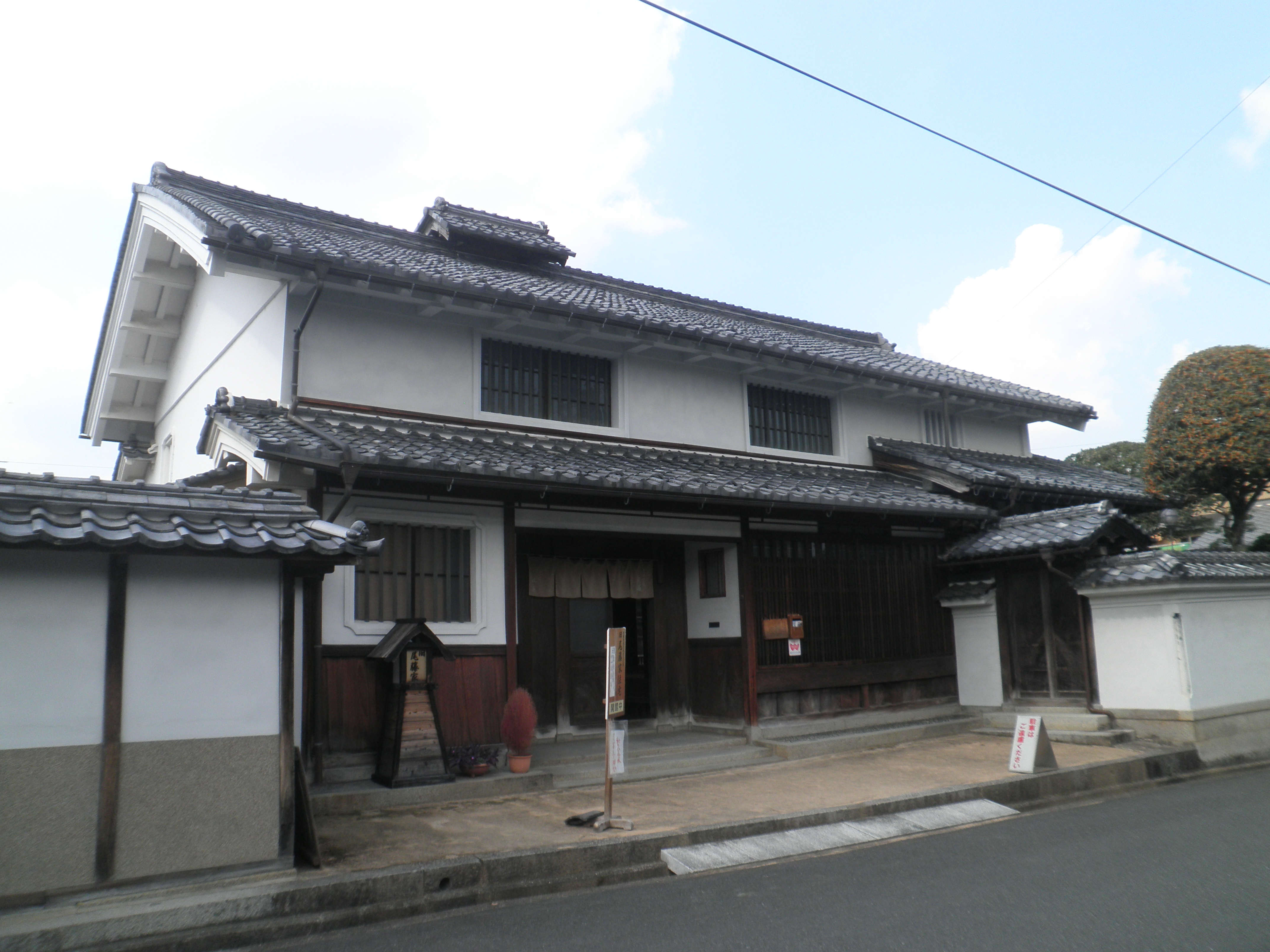
旧尾藤家住宅 … ちりめん街道にある町屋で、生糸問屋・ちりめん問屋を生業とした。府指定文化財（重伝建地区内の特定物件）。
- 西山機業場の建物群 … ちりめん街道にある織物工場。丹後地方に現存するものとしては唯一の、明治・大正時代の大規模な織物関連の建物群。重伝建地区内の特定物件。
- 織物見本帖「橋立」 … 明治から大正時代にかけての織物を集めた見本帖で、西山機業場で製織されたものと思われる。
- 下村与七郎家住宅 … ちりめん街道にある、江戸から明治時代の建物。明治時代には郵便局があり、生糸相場を把握するために活用された。重伝建地区内の特定物件。
- 下村五郎助家住宅 … ちりめん街道にある、江戸時代からの商家。「角谷」の屋号をもつ。重伝建地区内の特定物件。
- 杉本治助家住宅 … ちりめん街道にある、江戸時代から続く民家。生糸やちりめんの取引を行っていた。重伝建地区内の特定物件。
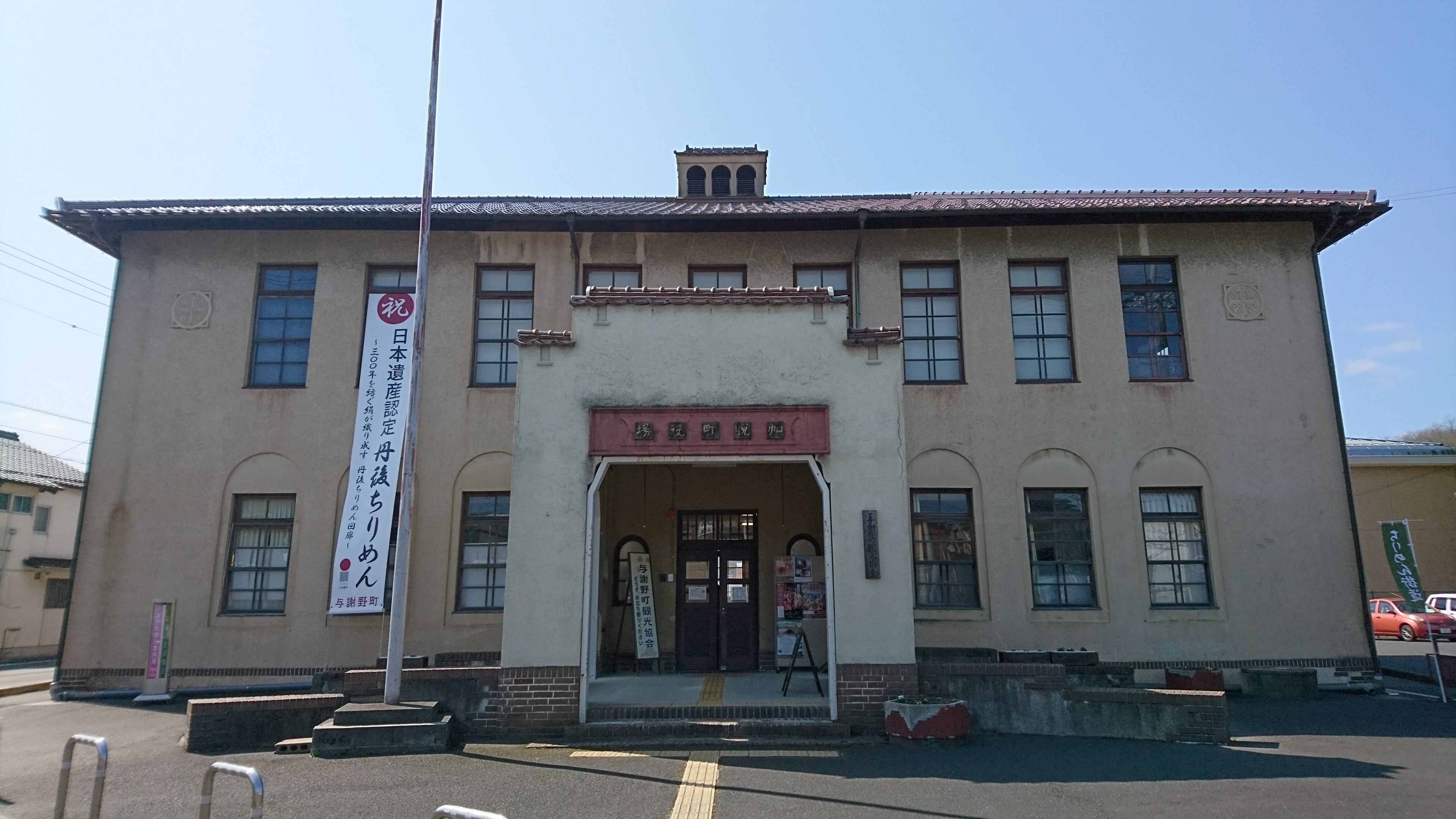
旧加悦町役場庁舎 … ちりめん街道内にある、昭和初期の洋風建築物。府指定建造物。
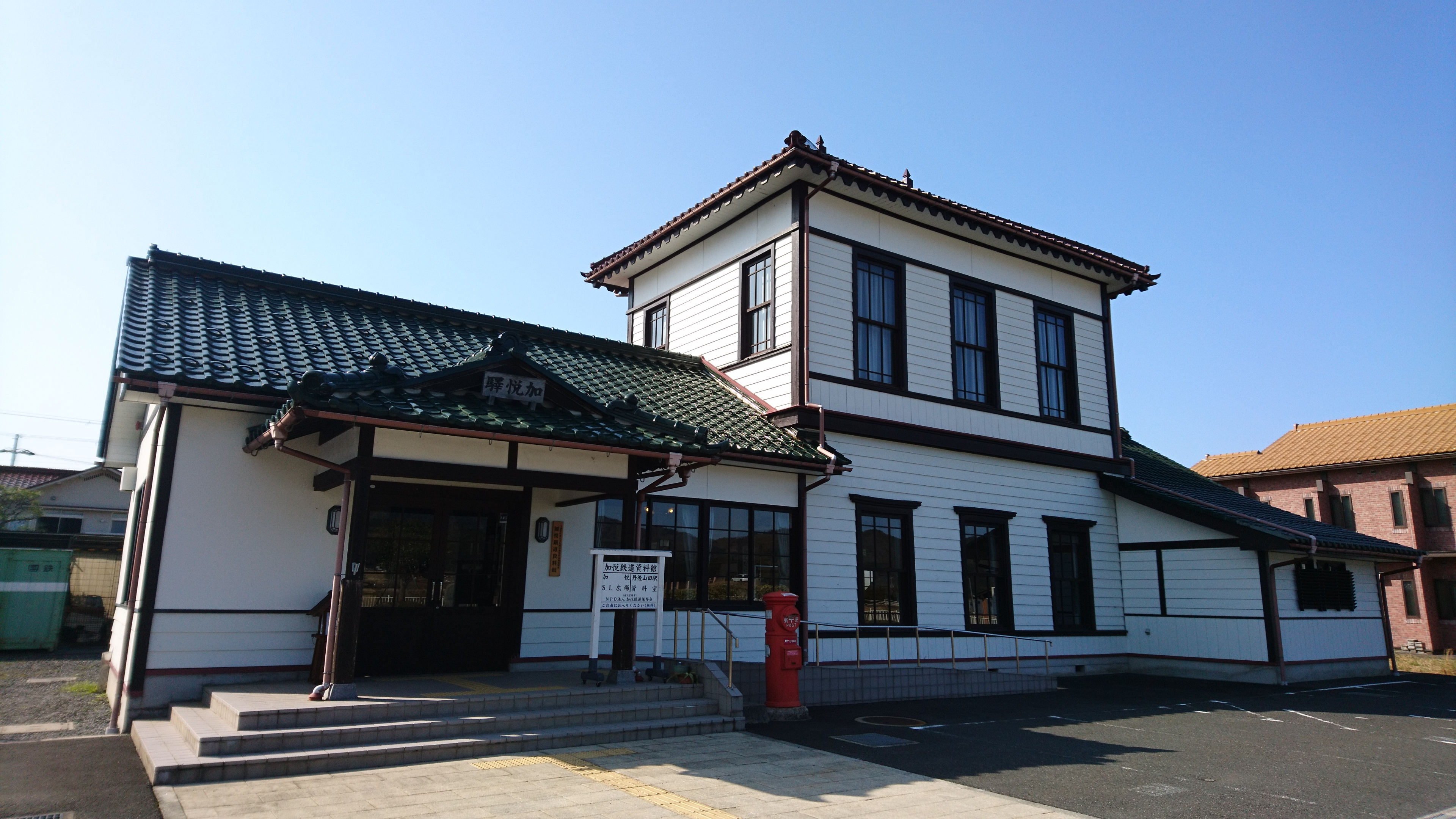
旧加悦鉄道加悦駅舎 … 丹後ちりめんの出荷を目的に、大正時代に開業した加悦鉄道の駅舎で、町指定文化財。1985年（昭和60年）に廃線後、鉄道資料館として活用されている。
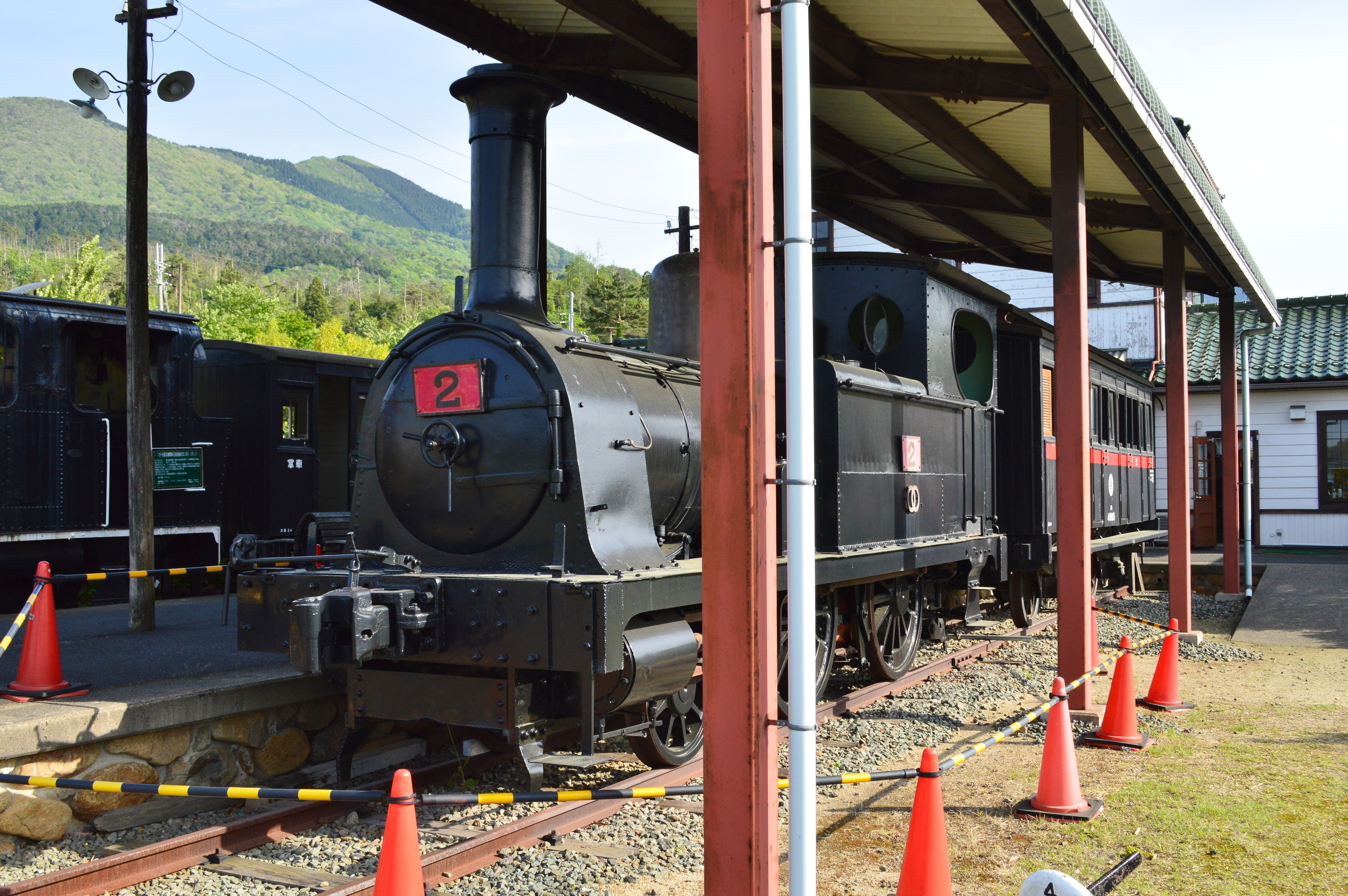
旧加悦鉄道2号機関車（123号機関車） … 加悦SL広場で保存・展示されている蒸気機関車。国の重要文化財に指定。
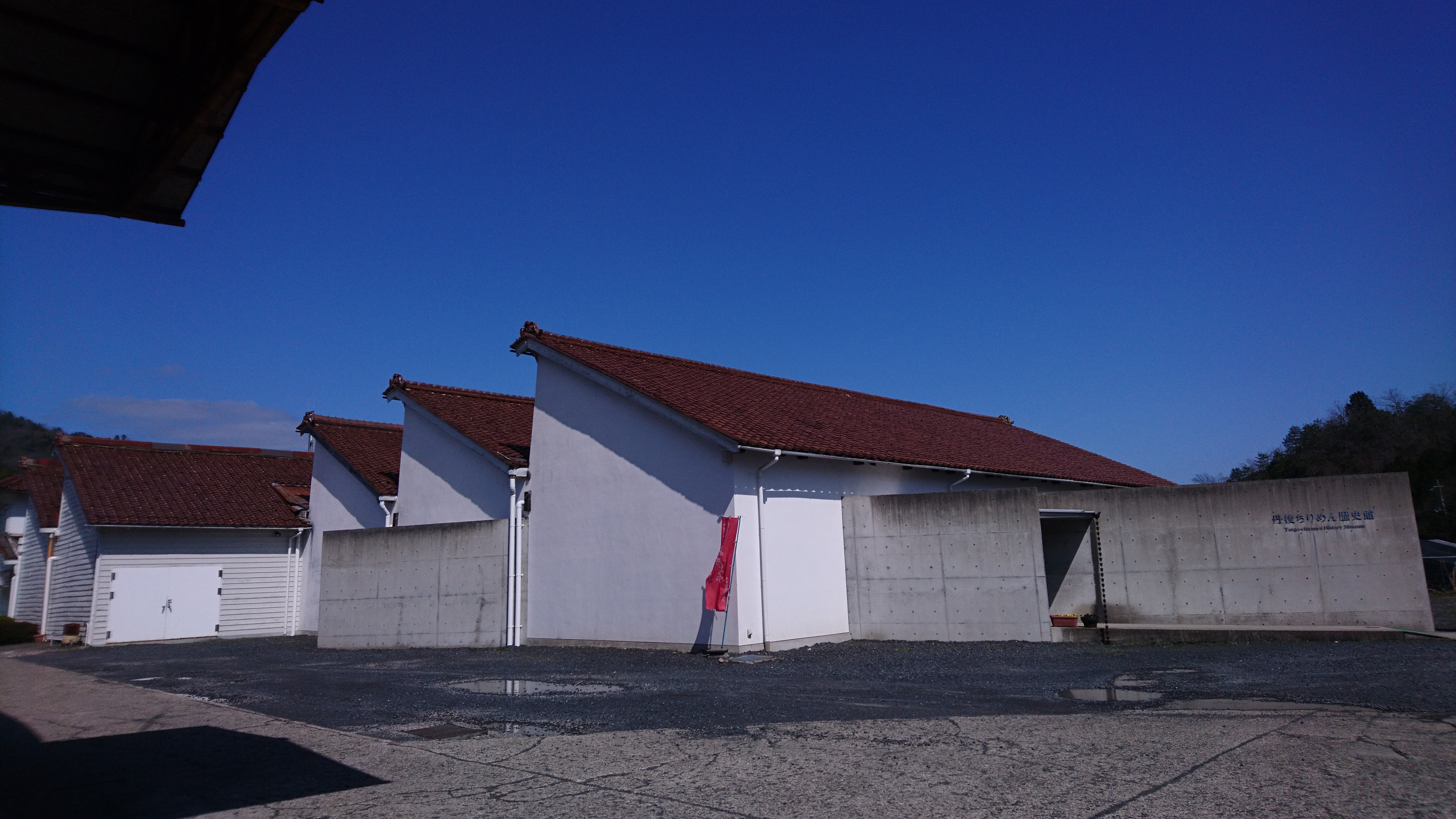
丹後ちりめん歴史館 … 昭和初期の工場跡地を活用したビジターセンターで、丹後ちりめん製品の紹介や販売を行っているほか、丹後ちりめんの製造工程の見学や、手機体験ができる。ちりめん工場特有のノコギリ屋根が現存している。
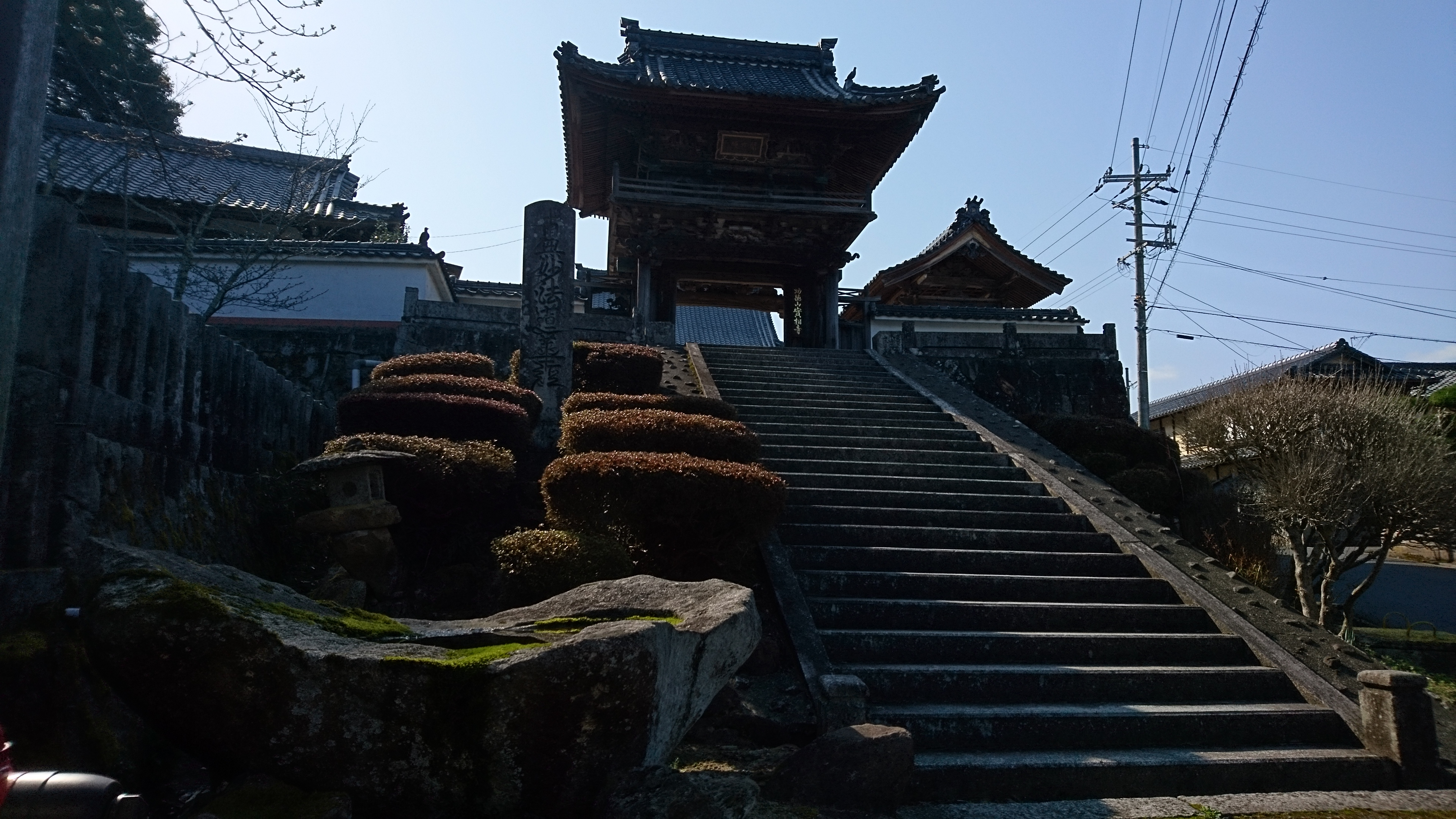
織物始祖祭り及び金色蚕糸神祭り … 毎年秋に行われる丹後ちりめん縁の神事。
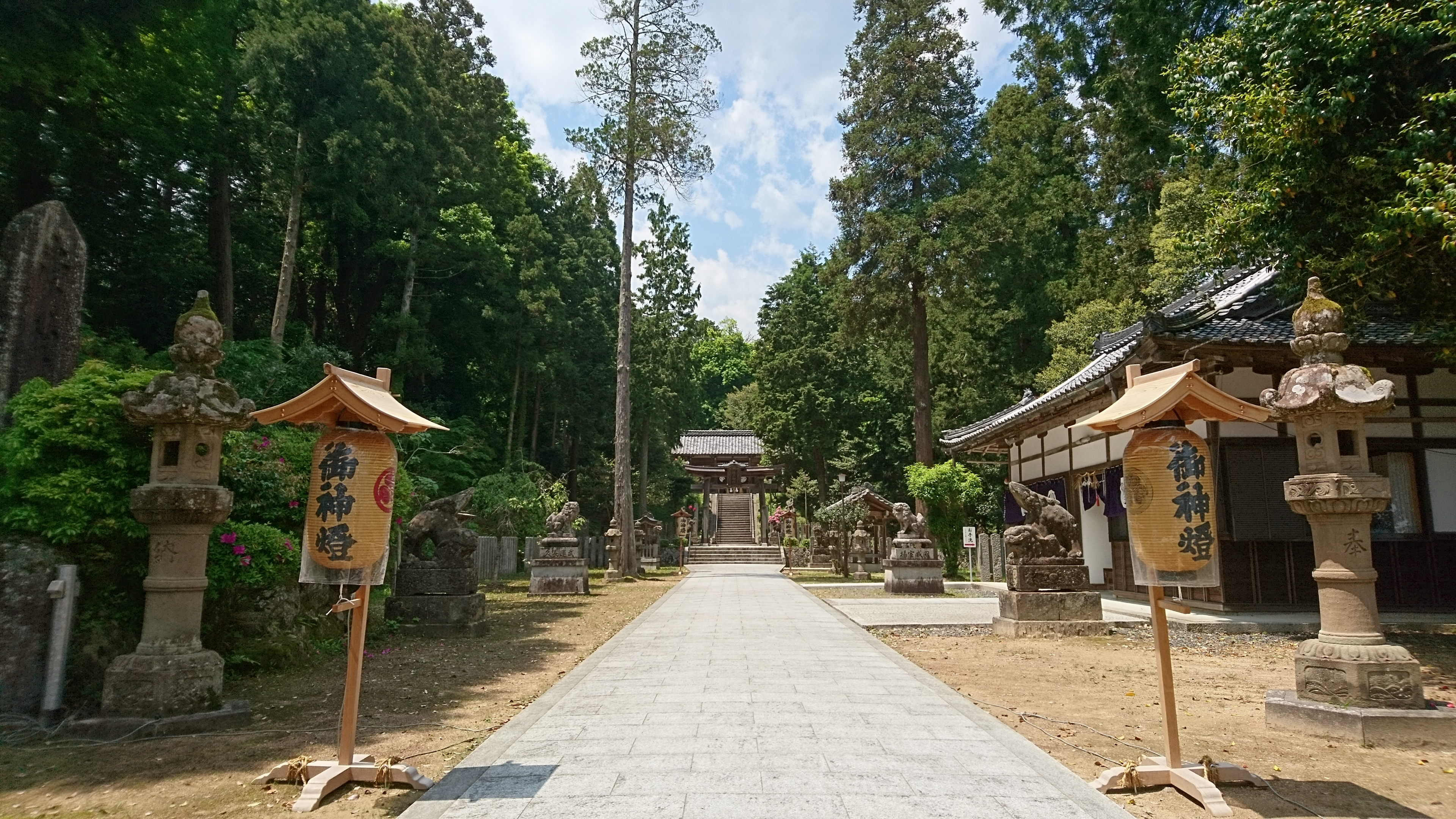
実相寺（じっそうじ） … ちりめん街道にあり、上記の金色養蚕神祭りが行われる寺社。重伝建地区内の特定物件。
- 倭文神社（しどりじんじゃ） … 織物の神「天羽槌雄命」を祭神とする。府登録建造物。
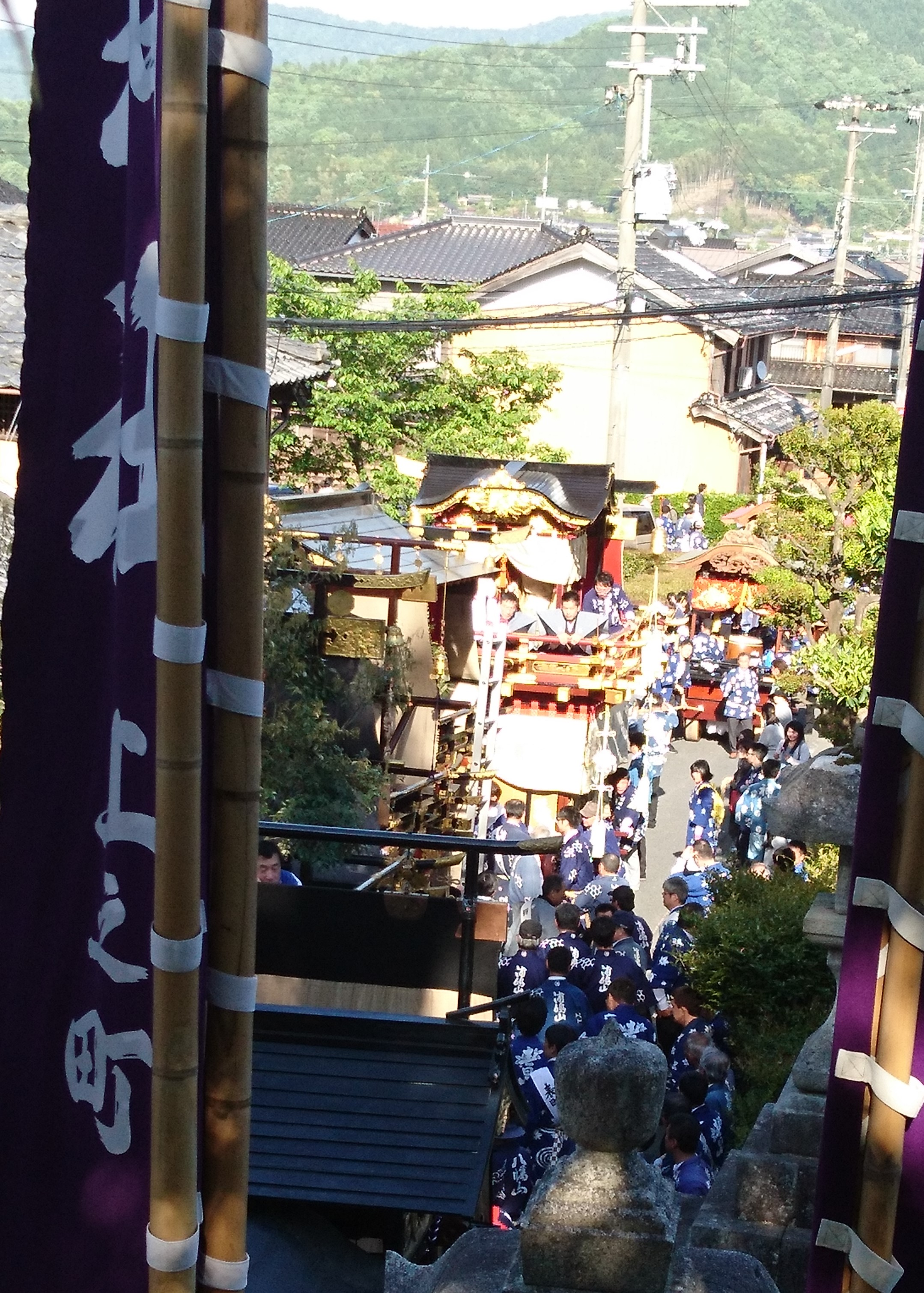
三河内曳山行事 … 倭文神社の祭礼行事で、毎年5月に「神楽殿」「八幡山」「浦嶋山」「春日山」「倭文山」など12台の屋台巡行を行う。発祥は1755年（宝暦5年）、旧暦の8月朔日に行われていたものが明治に入って春祭りとなり、近年は5月3日に宵宮、5月4日に大祭礼が行われるようになった。府登録無形民俗文化財。
- 後野の屋台行事 … 毎年4月の最終の土・日曜日に、江戸時代中頃から伝えられる4台の芸屋台や太鼓台、子供屋台などが、まつり囃子にのって地区内を巡行する。愛宕神社（後野地区）を氏神とした祭礼。府登録無形民俗文化財。
- 加悦・算所の屋台行事 … 天満神社を氏神とする祭礼。屋台巡行と神輿渡御を行う。後野の屋台行事ともども、一般に「加悦谷祭」と称されるものの一部。
- 宝巖寺（ほうがんじ） … ちりめん街道にある、丹後ちりめん創業者の一人・木綿屋六右衛門の菩提寺。重伝建地区内の特定物件。
- 吉祥寺 … ちりめん街道にある、丹後ちりめん創業者の一人・手米屋孝右衛門の菩提寺。重伝建地区内の特定物件。
- 丹後ちりめん岩屋踊り[7] … 機械化以前の機織りの動作を採り入れた岩屋地区の伝統芸能。

- 一字観に眺める天橋立
- ちりめん街道
- 旧尾藤家住宅
- 旧加悦町役場庁舎
- 旧加悦鉄道加悦駅舎
- 加悦鉄道SL2号機関車
- 丹後ちりめん歴史館
- 実相寺
- 倭文神社
- 三河内曳山祭

### 宮津市
宮津市では、丹後ちりめんに先立つ織物産業のほか、丹後ちりめんで財を成した宮津城下のにぎわいをいまに伝える周辺の文化財が登録された。
- 丹後の紡織用具及び製品 … 「藤織り」「裂き織り」「麻布織り」「木綿織り」など、丹後地方では近年までちりめんのほかにも多様な織物が生産されていた。当時の用具類と製品が保存されており、国の重要有形民俗文化財に指定されている。なかでも藤織りは、全国で唯一、宮津市の上世屋地区にのみ技術が残り、丹後藤織り保存会等の活動によって伝承されており、1991年（平成3年）には京都府無形民俗文化財に指定されている。
- 旧三上家住宅[12] … 江戸時代に酒造・廻船・糸問屋等で財を成した豪商の邸宅。豪華絢爛な座敷や庭園に特徴があり、宮津城下町の面影を残している。主屋など8棟の建造物は国の重要文化財、庭園は府指定名勝にそれぞれ指定。
- 今林家住宅[13] … 江戸から明治期にかけての糸問屋・ちりめん問屋で、白壁に格子戸といった城下町の商家の趣をいまに残す町屋建築のひとつ。国の登録有形文化財。
- 清輝楼（せいきろう）[14] … 江戸時代創業の旅館で、多くの文人・墨客を迎えた。江戸時代には京都から多くの絵師が訪れ、明治時代以降では菊池寛、吉川英治などの文人が宿泊したとされる。建物は国の登録有形文化財。2018年現在も営業。
- 茶六本館（ちゃろくほんかん）[15] … 江戸時代創業の旅館で、ちりめん商人なども多く宿泊した。丹後ちりめんで栄えた宮津のまちを象徴する建物とみなされている。建物は国の登録有形文化財。2018年現在も営業。
- 新浜の町家 … 新浜（しんはま）地区は宮津藩の城下町で花街があった場所。千本格子の町屋が残り、当時の風情を残している。
- 民謡「宮津節」 … 上記の花街で唄われた御座敷唄が発祥とされる民謡。原曲は江戸で流行した「そうじゃおまへんか節」とされる。江戸時代に商業と港湾で栄えた宮津を訪れた人々も見たであろう天橋立や智恩寺など近隣の名所が唄われている。
- 宮津おどり … 民謡「宮津節」、「宮津盆踊り松阪」、「あいやえおどり」の３曲を組み合わせた民俗踊り。昭和30年頃に、大阪で《煙草音頭》が発表された際に参加した宮津の芸妓・酒井とし子が、これらの曲をまとめて発表したことがはじまりとされる。毎年8月15日に市民総おどり大会が開催される。
- 天橋立 … 中世には小倉百人一首の和歌にも詠まれ、雪舟が描いたほか、古来より多くの文人墨客や貴族も訪れた丹後地方を代表する景勝地。日本三景のひとつ。約2.5キロメートルの松並木のなかに、明治天皇や大正天皇が皇太子時代に植樹した御手植えの松など、多くの記念物が残る。国の特別名勝。「宮津天橋立の文化的景観」の名称で国の重要文化的景観として選定。
- 智恩寺 … 文殊菩薩を本尊とする、日本三大文殊のひとつ。国の重要文化的景観「宮津天橋立の文化的景観」の構成要素。
- 智恵の餅 … 民謡「宮津節」にも唄われる江戸時代以来の名物餅。当地の伝承によれば、西暦1320年代に文殊菩薩を深く信仰する老婆が、夢で文殊菩薩に製法を教わったという餡餅を売っていたところ、その餅をいつも食べていた幼子が大人をしのぐ知恵者になったことが由来とされる。智恩寺門前の四軒茶屋で販売。
- 成相寺 … 民謡「宮津節」にも唄われる観音霊場で、中世の『梁塵秘抄』や『今昔物語』にも登場する。西国三十三所巡札地のひとつ。旧境内は国の史跡。国の重要文化的景観「宮津天橋立の文化的景観」の構成要素。
- 籠神社（このじんじゃ） … 天照大神、豊受大神が、この地から伊勢神宮に移された故事から、「元伊勢」と称される。本殿は府指定有形文化財（建造物）。国の重要文化的景観「宮津天橋立の文化的景観」の構成要素。
- 籠神社奥宮（真名井神社 まないじんじゃ） … 籠神社の奥宮と伝えられる神社。神々を祀る「磐座（いわくら）」がある。府指定有形文化財（建造物）。国の重要文化的景観「宮津天橋立の文化的景観」の構成要素。
- 傘松公園 … 天橋立の眺望スポットのひとつで、海抜130mの高台に位置し、ケーブルカーで登ることができる。小野小町が始めたと伝わる「股のぞき」発祥の地に近く、比較的近い角度で見ることができ、その景色は天橋立が天に昇る龍のように見えることから「昇龍観」と呼ばれる。

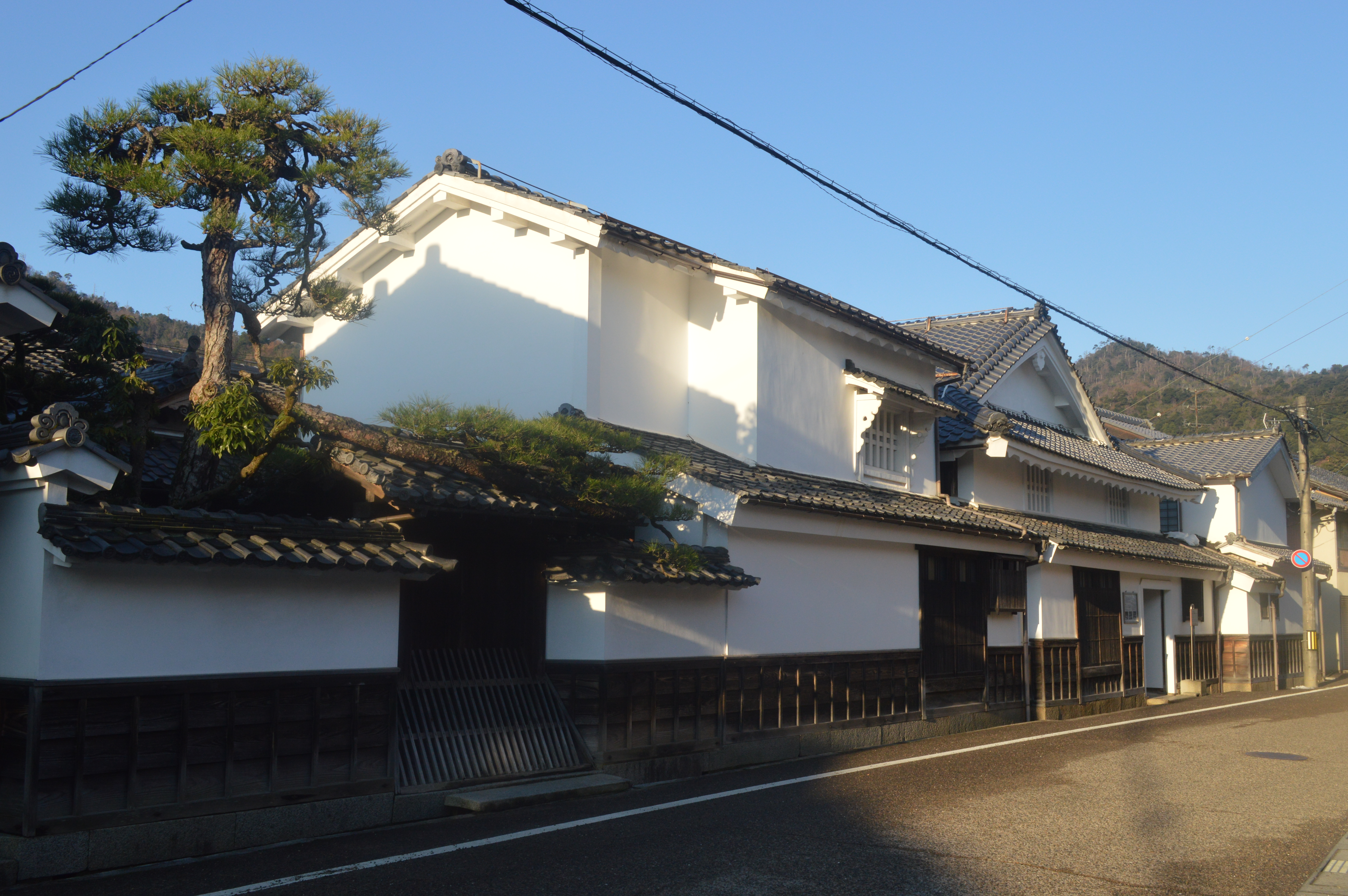
旧三上家住宅
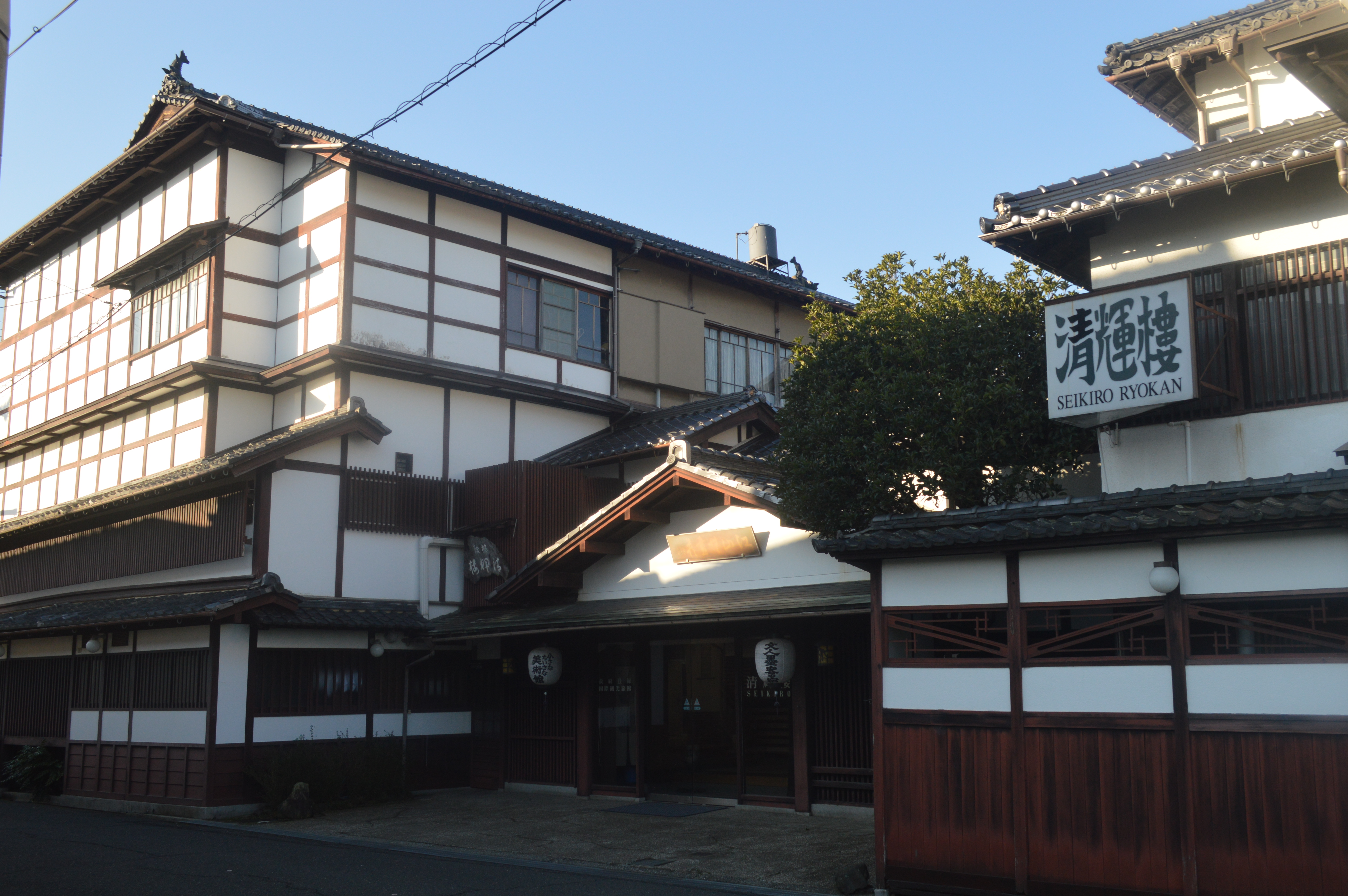
清輝楼
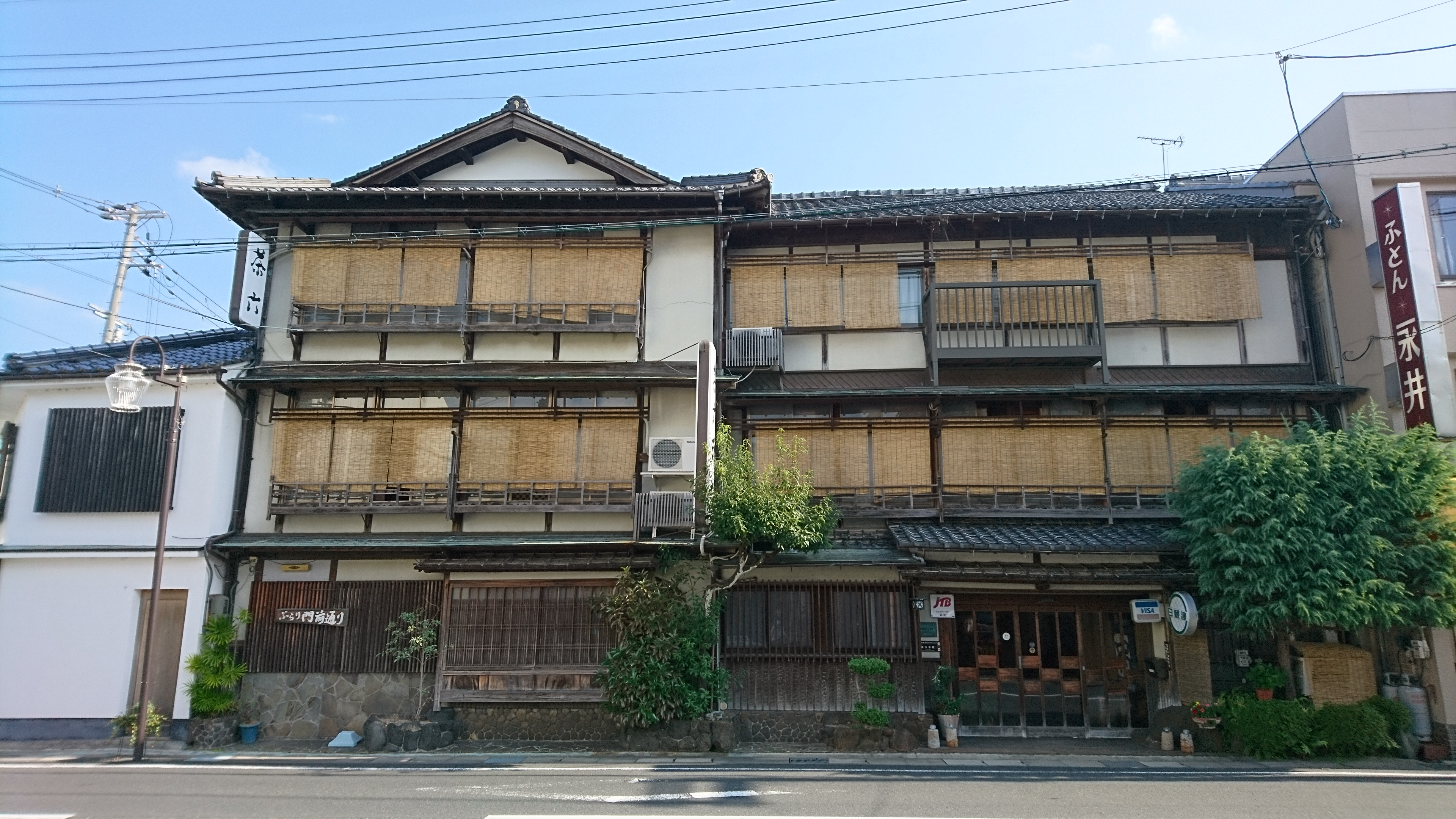
茶六本館
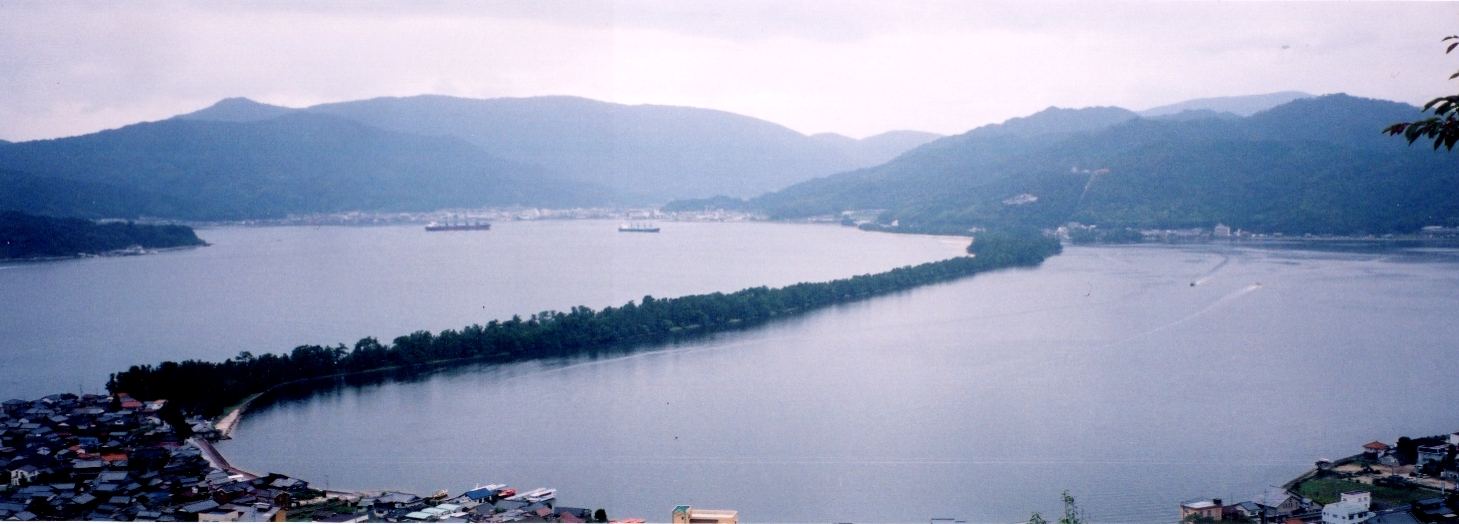
天橋立
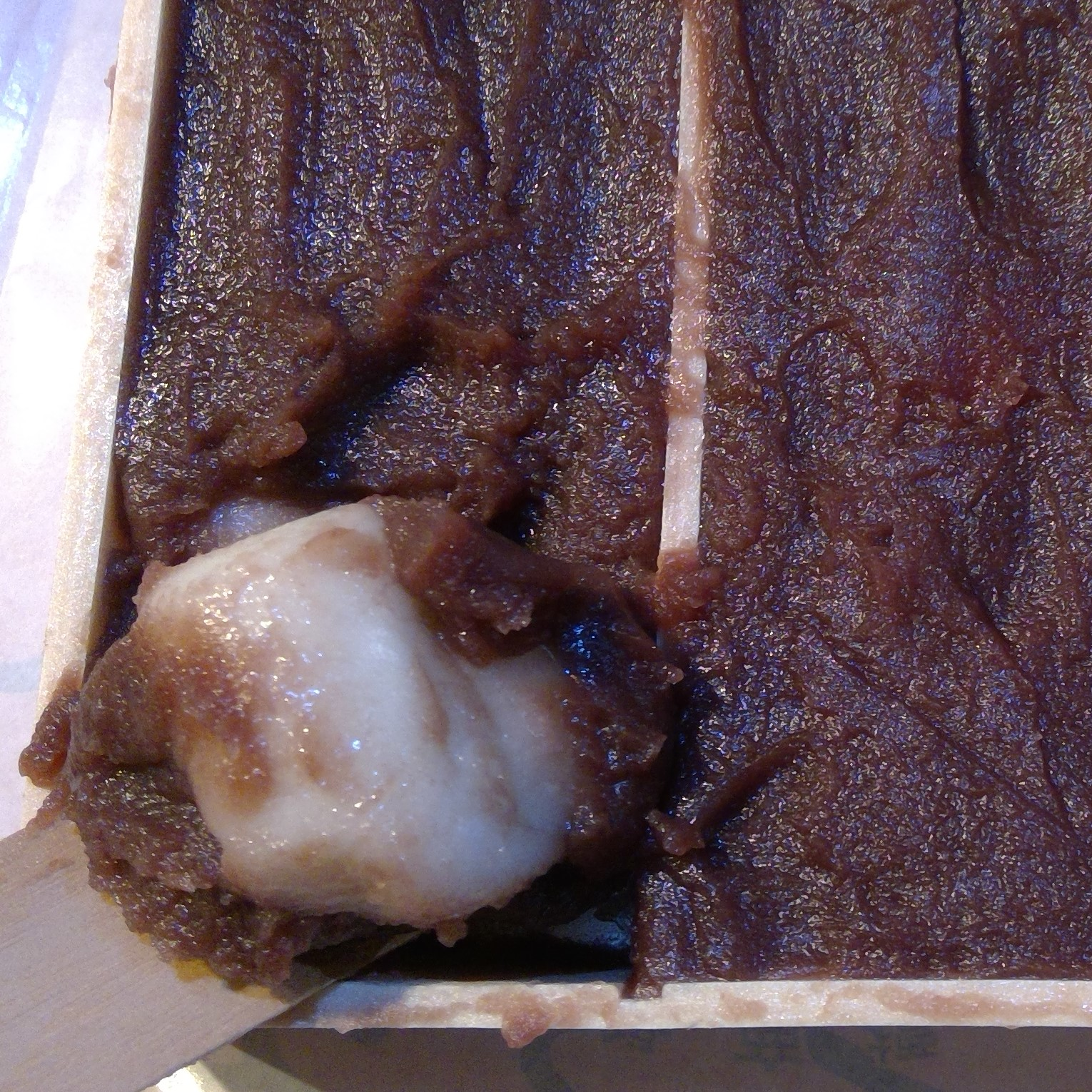
智恵の餅
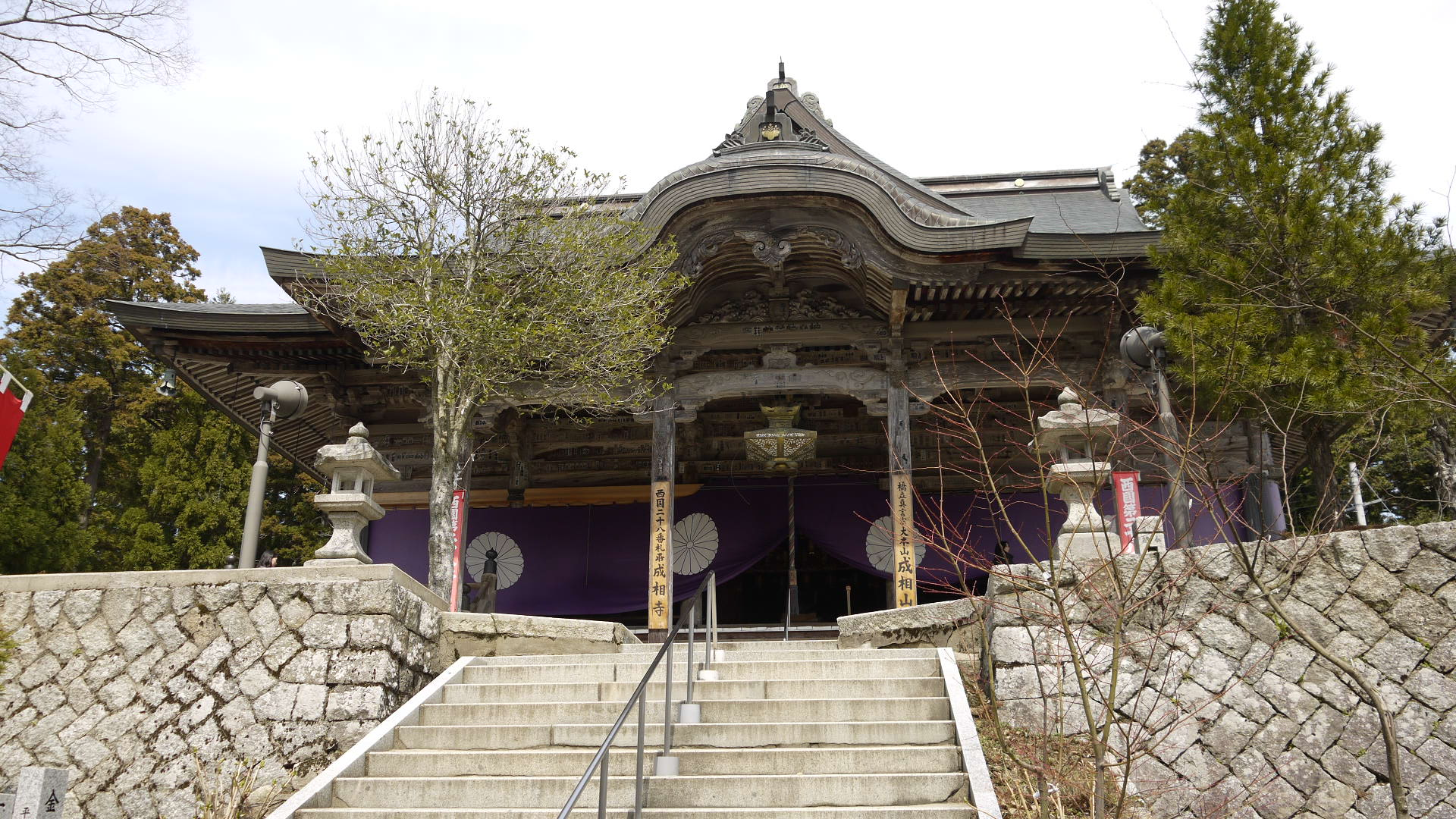
成相寺
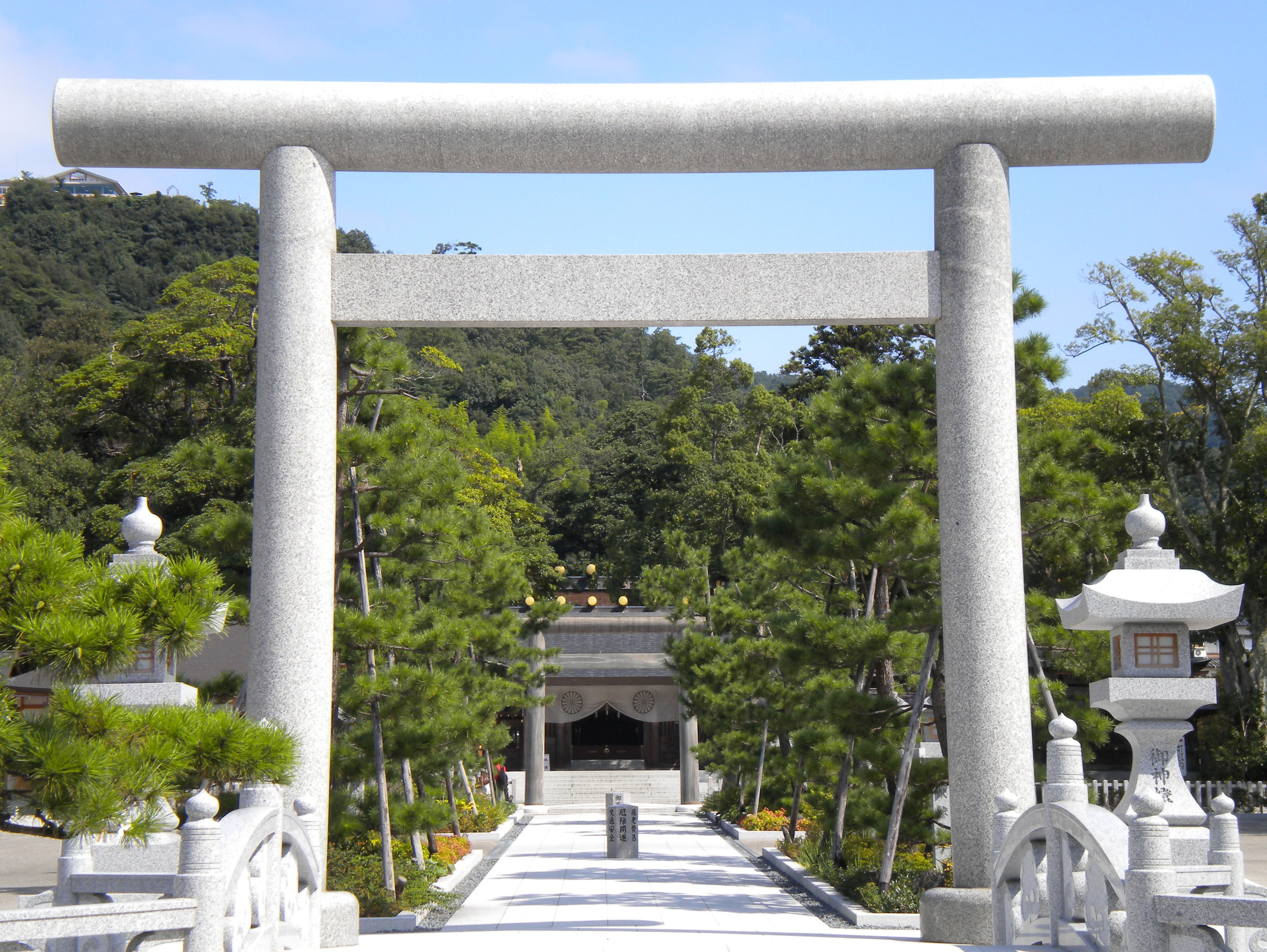
籠神社

### 伊根町

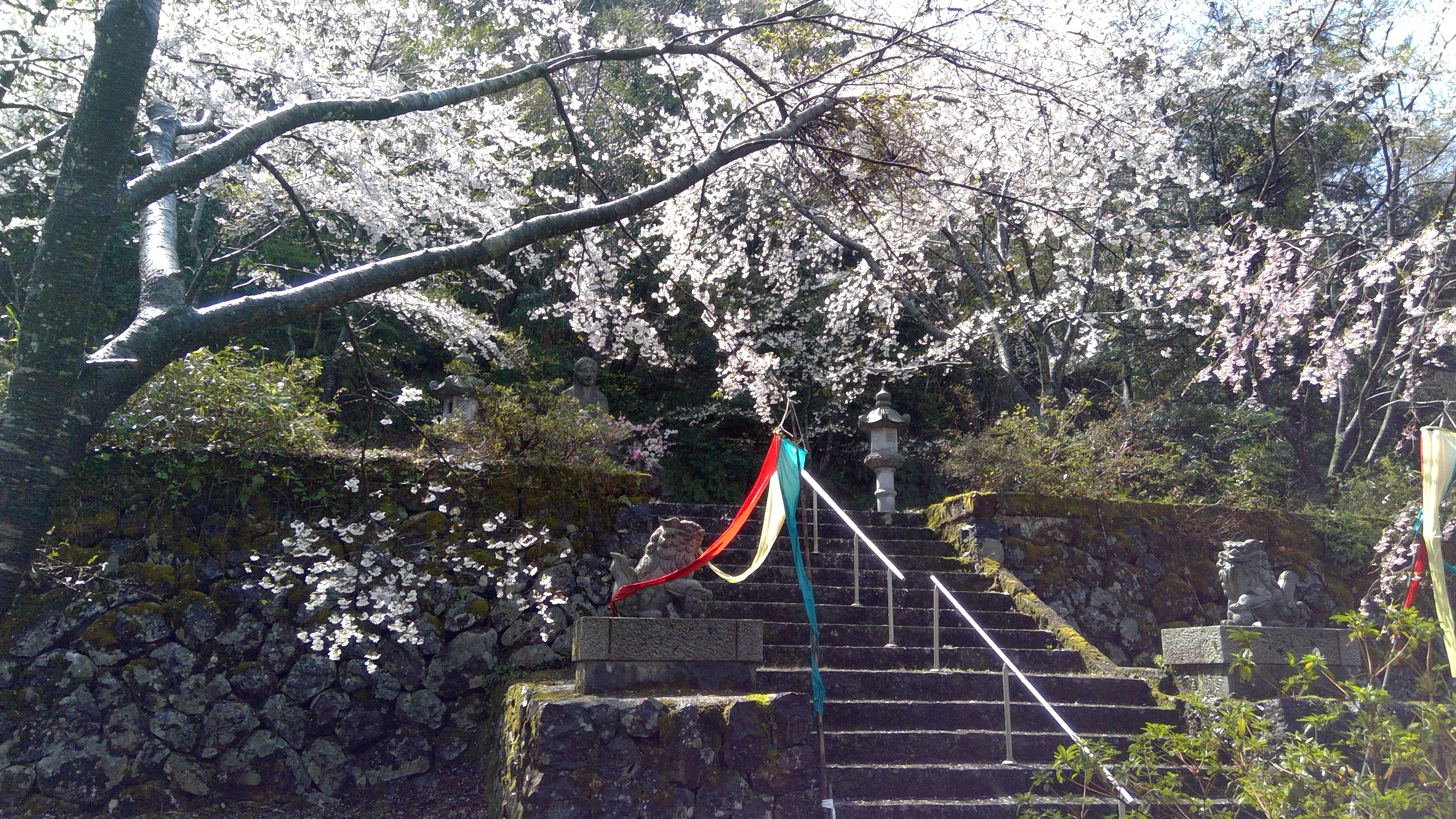
丹後大仏

- 丹後大仏 … 明治時代に丹後ちりめん等の材料を供給するべく筒川製糸工場（旧筒川村、現伊根町筒川地区）が建設され、農村の経済的発展に大きく貢献したものの、火災で全焼。再建後の1919年（大正8年）には、多くの従業員が慰安旅行で訪れた東京でスペイン風邪に感染し、帰郷後、従業員13名を含む42名が亡くなった。その慰霊のため、工場長の品川萬右衛門によって建立された大仏で、毎年4月8日に慰霊の「花祭り」が行われている。初期の大仏は青銅製であったが太平洋戦争で失われ、現在の石仏は戦後に再建されたもの。